# Wikingerschiff

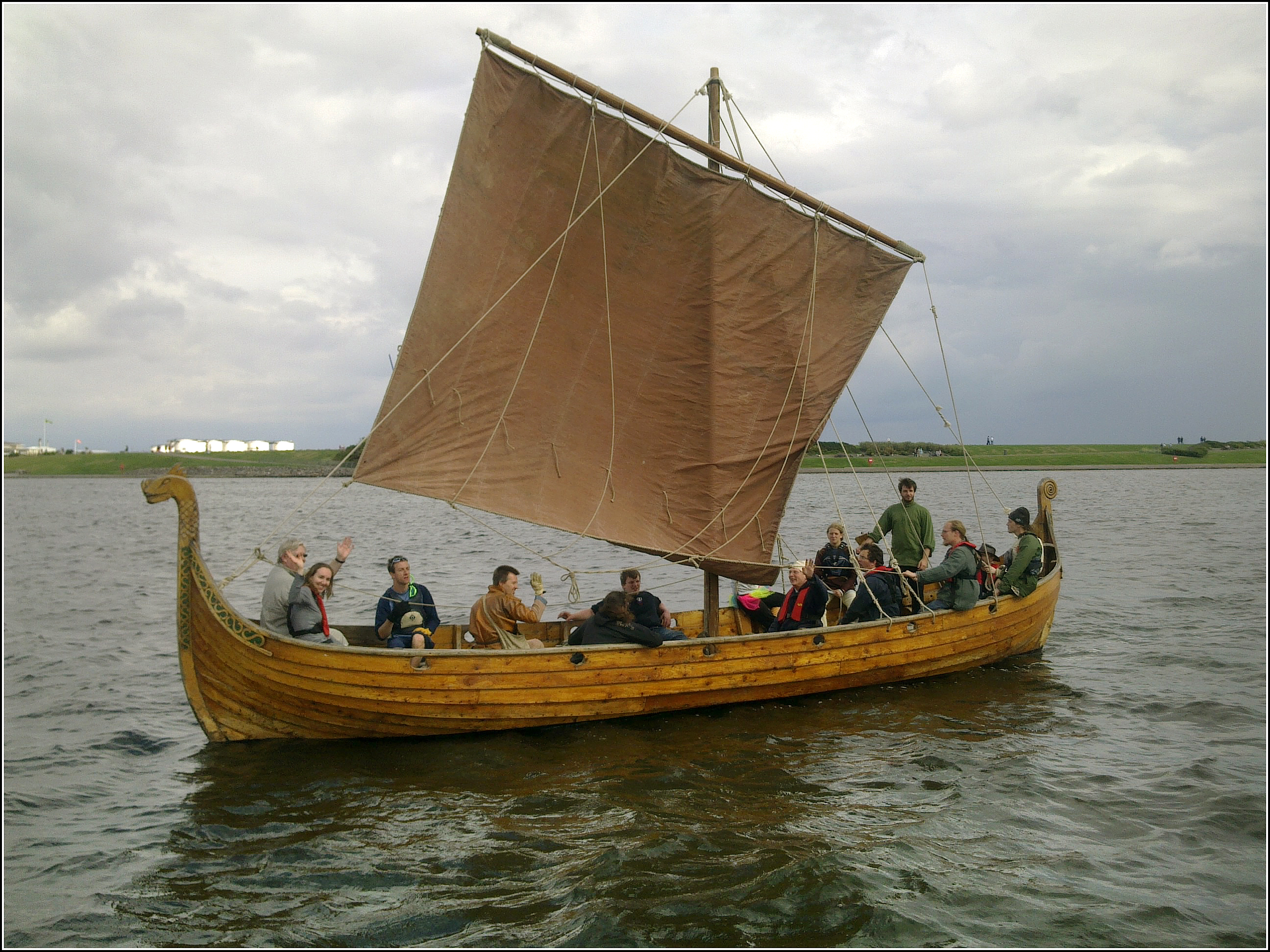
Rekonstruiertes Wikingerschiff

Wikingerschiff ist die Bezeichnung für die Schiffstypen, die hauptsächlich während der Wikingerzeit (800–1100) in Nordeuropa benutzt, aber auch noch nach der Wikingerzeit weiter gebaut und verwendet wurden. Die Schiffe werden nach ihrer Größe und Funktion in Langschiff, Knorr und kleinere Schiffe unterschieden.
Die ersten archäologischen Wikingerschifffunde waren Schiffsgräber mit Grabbeigaben für hochstehende Personen. Die Beigaben sollten dem Verstorbenen bei der Reise ins Jenseits helfen.

## Das Schiff

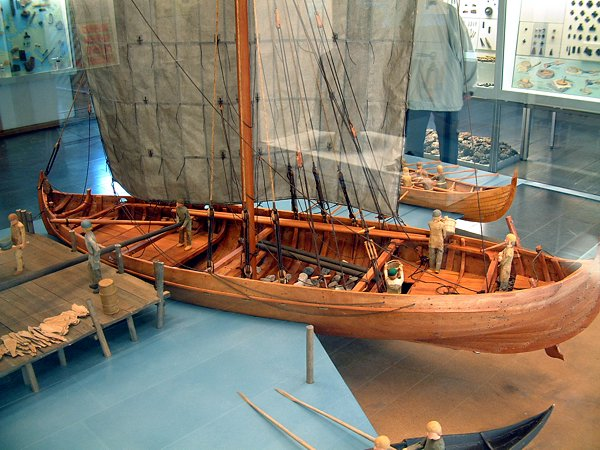
Modell einer Knorr im Museum von Haithabu

Der Schiffbau machte bereits vor der Wikingerzeit eine große Entwicklung durch. Als Haupttypen lassen sich unterscheiden: Das Langschiff und das Lastschiff, Knorr genannt. Langschiff und Knorr waren mit Segeln ausgestattet und hatten ein Deck. Der Platz zwischen den Spanten hieß rúm und war der Aufenthaltsort der Mannschaft: Auf Deck zum Rudern, unter Deck als Stauraum und Schlafstätte. Manche Schiffe hatten auch Kajüten. Frauen hielten sich bei Gefahr und Regen im Allgemeinen unter Deck auf. Eine Toilette gab es nicht, man setzte sich auf die Reling. Der Klogang auf dem Schiff hieß ganga til borðs.
Die Schiffe waren unterschiedlich, wenn auch ihre Größe bestimmten Regeln folgte. Daher konnten sie von weitem identifiziert werden. In der Egils saga heißt es: „Kveldulf und sein Sohn Skallagrim spähten im Sommer immer gut aus auf ihrer Fahrt an der Küste. Kein Mann sah so scharf wie Skallagrim. Er erblickte Hallvard und Sigtrygg auf ihrer Segelfahrt und erkannte ihr Schiff wieder, da er es früher, als Þorgils darauf fuhr, gesehen hatte.“ Die Schiffe des Königs waren besonders eindrucksvoll. Sie dienten der Repräsentation und wurden im Kampf eingesetzt. Berühmt ist die Szene vor der Schlacht bei Svolder:

„Da gingen nun die Herrscher alle auf den Holm mit großem Gefolge, und sie sahen, wie eine Menge Schiffe zusammen auf die See hinaussegelten. Und jetzt entdeckten sie darunter ein besonders großes und glänzendes Schiff. Da sagten beide Könige: ‚Dort drüben ist ein besonders glänzendes Schiff. Das mag der Ormurin langi sein.‘ Darauf erwiderte Jarl Erich und sprach: ‚Nein, das ist der Ormurin langi nicht.‘ Und es war, wie er sagte, denn es war das Schiff Eindridis von Gjemse. Kurz darauf sahen sie ein Schiff heransegeln, das war noch viel größer als das erste. Da sagte König Svend: ‚Jetzt ängstigt sich Olav Tryggvason. Er wagt nicht, mit dem Drachenhaupte auf seinem Schiff zu segeln.‘ Da versetzte Jarl Erich: ‚Das ist auch nicht das Königsschiff. Ich kenne dieses Schiff und das Segel. Denn das Segel ist bunt gestreift. Das gehört Erling Skjalgsson. Lasst es nur segeln. Denn besser ist für uns eine Lücke und ein Loch in König Olavs Flotte, als dieses wohlausgerüstete Schiff da ist.‘ Eine Weile darauf sahen sie und erkannten die Schiffe Jarl Sigvaldis, die auf sie zu nach dem Holm steuerten. Weiter sahen sie drei Schiffe heransegeln, und eins war besonders groß. Da rief König Svend, seine Mannen sollten auf die Schiffe gehen, denn ‚dort‘ meinte er ‚kommt der Ormurin langi gefahren.‘ Da sagte Jarl Erich: ‚Sie haben viele andere große und prächtige Schiffe außer dem Ormurin langi. Gedulden wir uns noch.‘ Nun sprachen gar manche Männer: ‚Jarl Erich will sich nicht schlagen und seinen Vater nicht rächen. Es wird eine große Schande für uns werden, und man wird es in allen Ländern erzählen, wenn wir hier mit einer solchen Kriegsmacht liegen, während König Olav hier vor unser aller Augen auf das hohe Meer fährt.‘ Als sie so eine Weile untereinander geredet hatten, da sahen sie, wie vier Schiffe heransegelten. Eines von ihnen aber war ein gewaltiges Drachenschiff und ganz vergoldet.“

Ormurin langi war das größte Schiff, das bis dahin in Norwegen gebaut worden war, aber nicht das größte Drachenschiff schlechthin. Ob das Schiff tatsächlich ganz vergoldet war, darf bezweifelt werden. Die Schilderung dürfte der Spannungssteigerung in der Erzählung geschuldet sein, aber Vergoldungen sind bezeugt. Der Dichter Þorbjörn Hornklofi sagt in seinem Gedicht über die Schlacht am Hafrsfjord: „Von Ost kamen Kiele / Kampflüstern / mit gähnenden Häuptern / und goldenem Bildwerk“. und der Dichter Guþorm Sindri nennt sie in einem Gedicht „Goldschmuck-Gäule“ und nennt die Schiffe der dänischen Gegner „Drachen“. Aber man konnte sie offenbar gut unterscheiden. Jedenfalls waren sie zum Teil bemalt. Der Skalde Sigvat, ein Augenzeuge der Schlacht bei Nesjar, sagt in einem Gedicht, dass Jarl Sveinn die Köpfe am „schwarzen Steven“ habe abhauen lassen, um sich von den Enterhaken des Königsschiffes zu befreien. Auch die Schiffe Knuts des Großen, auf denen die Flottenführer fuhren, waren über der Wasserlinie bemalt, sein eigenes Schiff hatte dazu noch einen vergoldeten Drachenkopf, desgleichen war der Drachenkopf auf dem Schiff seines Mitstreiters Håkon Jarl vergoldet.
Nach allen Quellentypen, den literarischen, den archäologischen und dem Bildmaterial zu urteilen, waren die Drachenköpfe auf den Schiffen relativ selten. Nach der Landnámabók war es verboten, mit dem Drachenkopf am Steven den Heimathafen anzusegeln. Die Schutzgeister des Landes könnten aufgebracht oder vertrieben werden. Der Drachenkopf hatte also einen aggressiven Gehalt. Auf Feindfahrt sollte er die Schutzgeister des Feindes vertreiben. Wer die Schutzgeister des angegriffenen Landes vertrieb und das Land unterwarf, war der neue örtliche Herrscher. Deshalb werden in den Quellen die Schiffe mit Drachenköpfen regelmäßig den Führungspersönlichkeiten der Unternehmungen zugeschrieben.
Der Mast war ein besonderer Ort. Dort teilte der Schiffsführer der Mannschaft seine Beschlüsse mit.
Da die Segel aus gewebten Bahnen zusammengenäht waren, konnte man sie mit verschiedenen Farben ausstatten, was offenbar auch ein Unterscheidungsmerkmal war. Das spricht gegen die Vorstellung, alle Segel seien rot-weiß gestreift gewesen. Das Drachenschiff Hákon Jarls hatte ein blau, rot und grün gestreiftes Segel. Das Segel von Hareks Schiff „war weiß wie frisch gefallener Schnee und rot und blau gestreift“.

### Schiffstypen und Merkmale
Alle Schiffstypen der Skandinavier hatten gemeinsam, dass sie nie ausschließlich für das Segeln konzipiert waren. Das bedeutete, dass die für den Lastentransport konzipierten Schiffe im Verhältnis zu der Fracht eine große Mannschaft an Bord hatte.
Die Benennung der Boote nach der Zahl der Ruderer hat ihren Ursprung in der Zeit, als die Schiffe ausschließlich gerudert wurden. Die frühesten Nachweise für nordeuropäische Segelschiffe sind Abbildungen auf gotländischen Bildsteinen aus dem 7. Jahrhundert. Die Klassifizierung bildete sich um das Jahr 1000 aus. Im 13. Jahrhundert entstand die Klassifizierung in skipslæst, also nach der Tragfähigkeit.

#### Boote

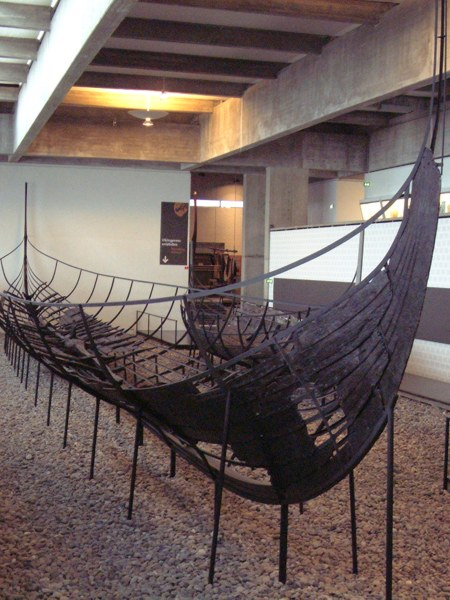
Überreste eines Kriegsschiffs aus dem Schiffsfriedhof von Skuldelev bei Roskilde, Dänemark

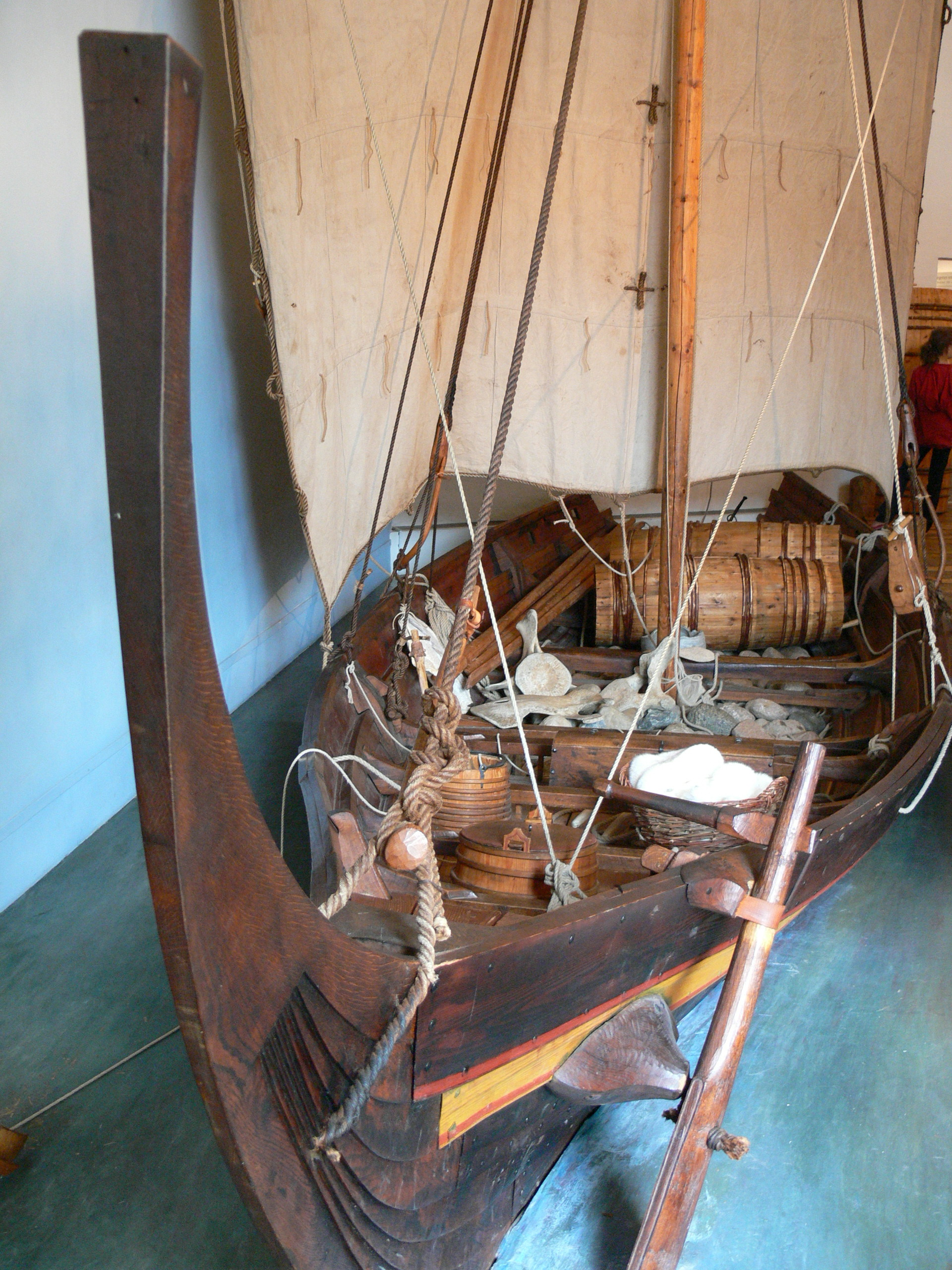
Modell eines Flussboots im Museet Ribes Vikinger, Dänemark

Die Boote wurden nach der Anzahl der Riemen benannt. Die Riemenpaare wurden von je einem Mann gerudert. Boote, die von einem einzelnen Mann gerudert wurden, hatten keine eigene Bezeichnung. Sie hießen einheitlich bátr. Allerdings kommt in altschwedischen Gesetzen die Bezeichnung þvæaraþer bater für Zweiruderer vor.
- An zwei Stellen wird ein zum Seehundfang verwendetes Boot mit zwei Riemenpaaren Ferærðr bátr genannt.[16]
- Als sexæringr[17] wurde ein Boot mit drei Riemenpaaren bezeichnet. Dieses Boot wurde zwar meistens gerudert, konnte aber offenbar auch Segel benutzen, wie aus einer Quelle hervorgeht.[18] Wenn man das sexært in der Inventarliste von Skarð aus dem Jahre 1259[19] mit dem selabatur in der Inventarliste von 1327[20] gleichsetzt, wurde auch ein solches Boot zum Seehundfang benutzt.
- Ein Boot mit vier Riemenpaaren hieß áttæringr oder skip áttært.
- Ein Boot mit fünf Riemenpaaren hieß teinsæringr oder skip teinært. Es wurden aber nicht immer alle fünf benutzt. Aber oft war auch die Bemannung größer. In der Grettis saga Kap. 9 werden sechs Mann auf einem teinsæringr erwähnt. Der sechste Mann dürfte das Steuer geführt haben. An anderer Stelle der Saga werden gar 12 Mann erwähnt. In anderen Sagas werden 15 und 20 Mann, in der Laxdœla saga Kap. 68 sogar 25 Mann auf einem solchen Boot berichtet. In der Sturlungenzeit wurden diese Boote auf Island auch bei Seekämpfen eingesetzt.[21]
- In einigen Sagas wird auch ein tolfæringr (mit 6 Riemenpaaren) erwähnt. Nach der nicht historischen Króka-Refs saga sollen auf einem solchen Boot 60 Mann von Dänemark nach Norwegen gefahren seien.[22]
- Jedes größere Schiff führte mindestens ein, meist aber zwei Boote mit. Eines wurde im Schlepp gezogen, eines lag hinter dem Mast quer auf dem Deck oder über der Ladung. Wie das Schiff aus dem Wasser auf Deck gebracht oder herabgelassen wurde, ist nicht bekannt. Die zum Rudern weniger geeigneten Handelsschiffe wurden auch mittels eines Ruderbootes eine gewisse Strecke geschleppt.
- Daneben gab es auch kleine Fähren zum Übersetzen an Flüssen und Meerengen. Die kleinsten hießen eikjur, was „flachbodiges Boot“ bedeutet. Nach dem Landslov VII 45 sollten über kleine Flüsse, über die eine Landstraße führte, ein Tau gespannt sein, an dem ein Floß oder eine eikja befestigt war. Hier war kein Fährmann erforderlich. Aber es gab auch Fähren (farskip) mit einem Fährmann, insbesondere bei Meerengen und größeren Flüssen, auf denen Menschen, Vieh und Fracht gegen Entgelt transportiert wurden. In Island hieß das Fahrzeug ferja.[23] Diese ferjur waren größer als die eikjur.[24]

#### Kleine Schiffe
Schiffe, die größer als die tolfæringr, aber kleiner als die Langschiffe waren, wurden nicht nach der Anzahl der Riemen oder der Ruderbänke, sondern nach der Anzahl der Ruderer auf einer Schiffsseite bezeichnet. Im Übrigen waren die Bezeichnungen nicht immer eindeutig. Das ist wohl darauf zurückzuführen, dass die Riemenpaare nicht von einem Mann gehandhabt wurden und es auch keine besonderen Rudersitze gab, sondern die Ruderer auf den Decksbalken saßen, indem für jeden Ruderer eine Decksdiele weggenommen wurde. Im Übrigen gab es zwei Grundtypen:
- Der Schiffstyp karfi überschneidet sich in den Quellen hin und wieder sowohl mit den größten Booten als auch mit den kleinsten Langschiffen mit 13 Ruderern auf jeder Seite. Einmal wird ein tolfæringr als karfi bezeichnet, ein anders Mal auch ein Fünfzehnruderer. Diese Schiffe führten meist auch Segel. Sie waren wohl leichter und von geringerer Tragfähigkeit als die Langschiffe gleicher Größe.
- Daneben gab es noch die skúta. Das Wort entspricht dem Wort „Schute“. Auch sie überschneidet sich mit den Booten und den Langschiffen. Mal wird ein Achtruderer (áttæringr), mal auch ein Fünfzehnruderer (fimtánsessa) als skúta bezeichnet.[25] In der Regel werden aber skútur und langskip unterschieden.[26] Die skútur werden nach den Rudersitzen einer Seite benannt. Sie führten meist Segel. Gesegelt wurden auch die léttiskútur und die hleypiskútur, die als Paketboote oder Späherschiffe (njósnarskútur) eingesetzt wurden oder als Botenschiffe. Sie waren leicht und schnell. Sie waren deshalb häufig Begleitschiffe von Flotten. In der Seeschlacht von Svold legte Jarl Eirik seine smáskútur im Halbkreis um die Flotte von König Olav Tryggvason, um das Entkommen der Feinde durch Schwimmen zu verhindern.[27] Sie dienten auch als Transportschiffe für die Flotte. Wie die karfar wurden sie auch über Land gezogen. Privatschiffe waren meist skútur mit 30 Mann Besatzung. In der Regel waren sie nur für den praktischen Gebrauch ausgestattet und schmucklos.

Diese kleinen Schiffe hatten den großen Vorteil, dass sie über Land transportiert werden konnten. Sie spielten daher im Bürgerkrieg eine große Rolle, wo einige Kämpfe auf den norwegischen Binnengewässern ausgetragen wurden.

#### Langschiff
Siehe auch: Langschiff der Wikinger
Langschiffe (langskip) waren Kriegsschiffe (herskip). Sie wurden nach der Zahl der Rudersitze (sessa) oder der Räume (rúm) einer Seite bezeichnet. Der kleinste Typ war der Dreizehnsitzer. Der Zwanzigsitzer war anfangs das häufigste Leidangsschiff und damit am weitesten verbreitet. Das Schiff wurde auch Skeide genannt. Ein Schiff mit 30 Rudersitzen auf einer Seite war ein þritugsessa, eines mit 25 Sitzen halfþritugt skip (ein wegen seiner Manövrierfähigkeit sehr beliebtes Schiff), eins von 35 Sitzen halffertugt skip. Dass der Dreißigsitzer 60, der Fünfunddreißigsitzer 70 Riemen hatte, ergibt sich aus den Angaben über Ormurin skammi (Dreißigsitzer) und das große Drachenschiff des Königs Harald Hardråde (Fünfunddreißigsitzer). Größere Schiffe waren selten. Håkon Jarl wird ein Vierzigsitzer, dem anglo-skandinavischen König Knut den Großen ein Sechzigsitzer zugeschrieben, was aber für eine Legende gehalten wird. Herzog Skúli (1239) hatte einen Sechsunddreißigsitzer und Bischof Håkon Erlingsson einen Fünfundvierzigsitzer. Dagegen hatte der berühmte Ormurin langi nur 34 Sitze. Die Zahl der Sitze gibt aber keinen sicheren Hinweis auf die Größe des Schiffes. Die „Mariussúð“ des Königs Sverre hatte 32 Sitze und war doch das größte Schiff im Lande. Im Jahre 1206 sollen drei Langschiffe mit zwei Riemenreihen gebaut worden sein. Das Gokstad-Schiff hatte 16, Oseberg-Schiff und Ladby-Schiff hatten 15 Ruderbänke. Das Wrack 1 von Haithabu hatte 24–26 Ruderbänke.
Diese großen Schiffe, die Schlachtschiffe der damaligen Zeit, hatten eine höhere Bordwand und ein höheres Kastell, so dass die gegnerischen Schiffe von oben bekämpft werden konnten, aber von diesen nicht leicht zu entern waren. Dies hatte aber einen Nachteil: Sie wurden schwerer, lagen tiefer im Wasser und waren damit schwerfälliger im Manöver. In der Schlacht bei Fimreite gelang es der Maríusúð nicht, rechtzeitig ihren Bug vom Lande, wo sie noch befestigt gewesen war, weg gegen den Feind zu richten. Die Kristsúð war ein reines Kampfschiff, das größte und auch das letzte, das in dieser Größenordnung von 30 Sitzen und mehr gebaut wurde. Es hat sich wohl gezeigt, dass bei der Vergrößerung der Nachteil der zunehmenden Schwerfälligkeit den Nutzen eines Großkampfschiffes bei dieser Größe offenbar bereits überschritten hatte.
Im Vergleich von Kvitsøy 1209 zwischen dem Bürgerkriegsparteien Bagler und Birkebeiner einigte man sich darauf, dass bei einer Seeschlacht keine größeren Schiffe eingesetzt werden durften als Fünfzehnsitzer. Skúli umging diese Regel, indem er Schiffe mit 15 Rudersitzen baute, die ebenso groß waren wie Zwanzigsitzer.
Die Begriffe Dreki und Snekka (auch Snekkja oder Snekke) unterscheiden die Langschiffe nach der Art ihres Stevenschmucks: Dreki hatte einen Drachenkopf, Snekka eine schneckenförmige Spirale. Barði hieß möglicherweise ein Schiff mit verlängertem und verstärktem Steven.
Die Langschiffe waren in ihrer Seetüchtigkeit beschränkt. Es handelte sich überspitzt formuliert um Schönwetterschiffe. Durch zahlreiche Repliken wurde aber die Hochseetauglichkeit der Wikingerschiffe bewiesen, so beispielsweise 1893, als man ein Rennen zwischen einem Nachbau des Gokstad-Schiffes, der „Viking“, und einem Nachbau der Santa Maria, mit der Columbus Amerika entdeckte, zur Weltausstellung in Chicago quer über den Atlantik veranstaltete. Es wurde geschildert, dass die Viking leicht wie eine Möwe über die Wellenkämme glitt und mit einem Durchschnitt von 9,3 kn deutlich schneller war als das Columbus-Schiff mit 6,3 kn. Die Klinkerbauweise des Rumpfes begünstigte die Bildung von Luftblasen während der Fahrt, auf denen das Schiff wie auf einem Luftkissen dann schneller durch das Wasser gleiten konnte.
Im Fjord von Roskilde hatten Wikinger selbst ein Langschiff von 30 Meter Länge und 3,80 Meter Breite mit Platz für 70 Krieger versenkt, damit feindliche Boote bei der Einfahrt in den Fjord im seichten Wasser daran hängen blieben. Im Jahre 1962, etwa 900 Jahre nach der Versenkung, machten sich Archäologen daran, es wieder auszugraben und neu aufzubauen. Bei starkem Wind und geblähtem Segel und einer Segelgröße von 120 Quadratmeter konnte es bis zu 20 Knoten schnell werden.

#### Handelsschiffe
Handelsschiffe (kaupskip) hatten eine etwas andere Bauweise, da sie nicht auf Schnelligkeit, sondern auf Tragfähigkeit hin ausgelegt waren. Sie wurden allerdings nicht nur für Handelsfahrten eingesetzt, sondern auch im Kriege. Sie waren breiter, hochbordiger und wurden nicht nach Ruderern, sondern nach der Tragfähigkeit eingeteilt. Diese wurde in Læst ausgedrückt, wobei ein læst etwa 2 Tonnen entsprach. Sie waren weniger auf das Rudern hin ausgerichtet, sondern eher auf das Segeln. So hatten sie nur vorn und achtern Riemenlöcher, nicht aber mittschiffs. Dort war freier Raum für die Fracht. Bei den meisten stand der Mast fest und war nicht umlegbar.
Wie bei den Kriegsschiffen gab es auch hier verschiedene Typen und Größenklassen. Kleinere Schiffe waren karven und skuten. Karven waren selten größer als 13–15 rúm (nutzbare Spantenzwischenräume) und wurden sowohl für den Handel als auch im Krieg eingesetzt. Die Hålogaländer erhielten 1315 die Erlaubnis, ihre Leidangspflicht mit diesem Schiffstyp zu erfüllen. Die größeren Typen waren Knorr, Busse und Byrding.
Die größte bisher gefundene, bereits vermessene, aber noch nicht geborgene Knorr (Haithabu 3) hatte eine Tragfähigkeit von etwa 30 und eine Wasserverdrängung von etwa 40 Tonnen bei einer Länge von 22 m.
Die Busse (Búza) war ursprünglich ein Kriegsschiff. Aber in der Nachwikingerzeit im 13. und 14. Jahrhundert bezeichnete dieser Begriff ausschließlich Handelsschiffe. Das ergibt sich aus den englischen Zolllisten für norwegische Handelsschiffe ab 1300. Diese Schiffsbezeichnung breitete sich bald über die ganze Nordsee aus. Busse und Knorr hatten etwa gleiche Größe, müssen aber trotzdem unterschiedliche Typen gewesen sein, denn die Wörter werden nie synonym für das gleiche Fahrzeug gebraucht. Der Unterschied wird in einer anderen Bugform vermutet. Am Ende des 13. Jahrhunderts hatte die Busse die Knorr als Überseeschiff praktisch verdrängt.
Die Byrding war ursprünglich eine für die Küstenfahrt konzipierte Handelsschute. Sie wurde auch als Proviantschiff für die Flotte eingesetzt, aber sie kommt auch auf den Routen nach England, den Färøern und nach Island vor. Das einzige, was von diesem Typ bekannt ist, ist, dass er kurz, breit und kleiner als Knorr und Busse war. Die Besatzung betrug 12–20 Mann. Berichte, dass Byrdinge durch Verlängerung des Kiels und Umbau zu Langschiffen wurden, legen nahe, dass gleichwohl keine großen Unterschiede zwischen diesen beiden Typen bestanden haben können.
Im Gegensatz zu diesen Schiffen, die immer sowohl mit Segeln als auch mit Riemen angetrieben wurden, wurden die nachwikingerzeitliche Koggen (Kuggi), die ab dem 12. Jahrhundert Norwegen anliefen, wie die friesischen Schiffe ausschließlich gesegelt. Um 1300 war die Kogge der in ganz Skandinavien vorherrschende Schiffstyp.

### Schiffsnamen
Besonders repräsentative Schiffe erhielten auch einen Namen. So hieß das erste große Kriegsschiff Olav Tryggvasons Kranich. Dann brachte er noch ein Schiff aus Helgeland mit, das Wurm hieß. Dann ließ er ein noch größeres Schiff bauen mit 34 Rudersitzen auf jeder Seite. Das war der Lange Wurm. Das Vorgängerschiff hieß seitdem Der kurze Wurm. Das Schiff Olavs des Heiligen hieß Karlhöfði (Mannshaupt), weil es statt des Drachenkopfes einen geschnitzten Königskopf trug. Er hatte auch ein Schiff namens Vísundur (Wisent), weil es am Steven ein Wisenthaupt trug. Auch dieses soll vergoldet gewesen sein.
Ein anderes Schiff ist unter dem Namen Tranann (Kranich) überliefert. König Håkon Håkonsson nannte sein Schiff Krosssúðina. Man nannte auch Schiffe nach dem, der es geschenkt hatte. So hieß die von König Sveinn geschenkte Knorr Sveinsnautr. Oder es hieß nach dem, dem man es geraubt hatte, wie das Schiff Halfdanarnautr. Später wurden Schiffsnamen vom gegenwärtigen Besitzer abgeleitet: Reimarssúð (1370) und Álfsbúza (1392). In der christlichen Zeit kamen auch oft christliche Namen in Gebrauch: Postolasúð, Krosssúð, Ólafssúð, Katrínarsúð, Sunnifasuð usw. Erst im 15. Jahrhundert enthalten die Schiffe Heiligennamen ohne Zusatz, z. B. Pétr sanctus.
| Name           | Zeit des Baus     | Bauherr           | Zahl der Sitze |
| -------------- | ----------------- | ----------------- | -------------- |
| Tranann        | Nidaros 995       | Olav Tryggvason   | 30             |
| Ormurin skamma | Salten vor 999    | Großbauer Raud    | 30             |
| Ormurin langi  | Nidaros 999–1000  | Olav Tryggvason   | 34             |
|                | Rogaland vor 1020 | Erling Skjalgsson | 30             |
| Visundur       | Nidaros 1026      | Olav Haraldsson   | 30             |
| „Búzu-skip“    | Nidaros 1061–1062 | Harald Hardråde   | 35             |
| Maríusúð I     | Nidaros 1082–1083 | König Sverre      | 32             |
| Ógnabrandur    | Nidaros 1199      | König Sverre      | 30             |
|                | Nidaros 1206–1207 | König Inge        | 36             |
|                | Nidaros 1206–1207 | Håkon Jarl        | 32             |
|                | Nidaros 1206–1207 | Peter Støyper     | 32             |
| Ólavssúð       | unbekannt         | Birkebeiner       | 31             |
| Langfredag     | Nidaros 1232–1233 | Skuli Jarl        | 36             |
| Kross-súð      | Orust 1252–1253   | Håkon Håkonsson   | 35?            |
| Maríusúð II    | Bergen 1256–1257  | Håkon Håkonsson   | 30             |
| Kristsúð       | Bergen 1262–1263  | Håkon Håkonsson   | 37             |

## Die Mannschaft

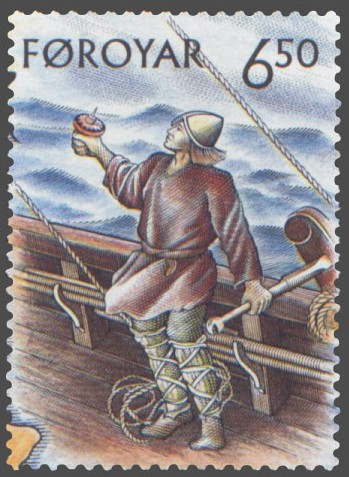
Fahrender Wikinger, in der Hand hält er einen Sonnenkompass (Briefmarke der Färöer).

Die Besatzung wurde im Altnordischen skipssögn, skipshöfn, sveit, skipverjar, oder skiparar genannt. Das lässt darauf schließen, dass es keinen Berufsstand eines seefahrenden Volks gab, der einen terminus technicus hätte ausbilden können.
Über die Besatzung gibt das Gulathingslov in §§ 299 ff. Auskunft. Danach gab es einen Schiffsführer (stýrimaður, skipstjórnamaðr, skipdróttinn, skipherra) (beim Kriegsschiff nach Möglichkeit unverheiratet und ohne eigenen Hausstand). Er wurde auf Kriegsschiffen in der Regel vom König ernannt und hatte unbeschränkte Befehlsgewalt. Außerdem gab es einen Schiffskoch (matsveinn, matgerðarmaðr) und die vom Schiffsführer ausgesuchte Rudermannschaft (hásetar, auf Kriegsschiffen auch hömlumenn). Da es an Bord keine Feuerstätte gab, trat der Schiffskoch nur beim Landgang in Funktion. Nach dem bylov des Magnus Håkonsson sollte er täglich dreimal an Land gebracht werden: Einmal, um Wasser zu holen, die beiden anderen Male, um zu kochen. Die hásetar hatten abwechselnd die Segel und das Steuerruder zu bedienen, das Schiff zu lenzen und Wache zu halten. Für den Ausguck für das Fahrwasser sorgten die stafnbúar, für den Feind sjónarvörðr. Es gab auch weitere spezielle Wachaufgaben: Für die Schären den bergvörðr und den rávörðr für das Segel. An Land gab es den bryggjusporð für die Landungsbrücke und den strengvörðr für das Ankertau. Über die Nachtwache entschied das Los. Es sind auch Fälle überliefert, wo in gefährlicher Lage die Mannschaft am Mast zusammengerufen wurde, um über das weitere Vorgehen abzustimmen.
Bei Handelsschiffen war die Befehlsgewalt des Schiffsführers nicht unbeschränkt. Das hängt damit zusammen, dass Handelsschiffe oft mehreren Personen als Teileigentümern gehörten. Hinzu kamen die Eigentümer der Ladung und Passagiere. So konnten die übrigen Beteiligten Einspruch gegen das Auslaufen erheben, wenn sie das Schiff für nicht seetüchtig oder überladen hielten. Auch konnte der Kurs des Schiffes diskutiert werden. Nur für die Islandfahrt waren mehrere Steuerleute an Bord erlaubt. Die Mannschaftsstärke lag hier bei 12 bis 20 Mann.

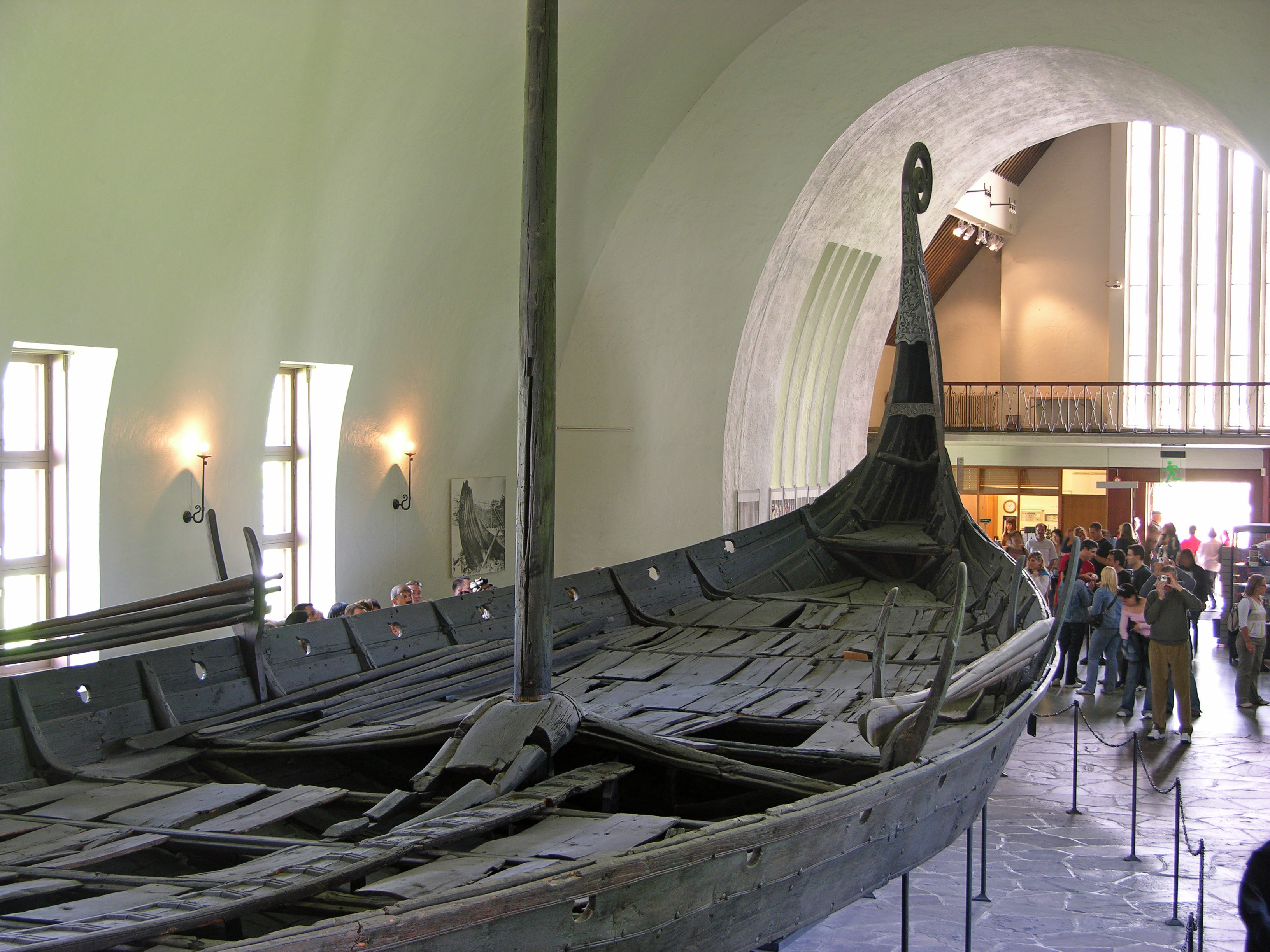
Osebergschiff im Vikingskipshuset (Wikingerschiffmuseum in Oslo).

Das Lenzen wurde als Schwerarbeit gleichmäßig über die Mannschaft verteilt. Wenn auf einem Zwanzigruderer (mit 40 Ruderbänken) fünf Plätze oder mehr unbesetzt waren, konnte nicht ausgelaufen werden. Die Untergrenze eines Kriegsschiffes war ein Schiff mit 13 Ruderbänken. Die Langschiffe hatten vorne ein Schanzdeck, auf dem die besten Kämpfer standen. Denn man kämpfte zu Wasser Steven gegen Steven.
Wie viele Männer auf einem Schiff zu sein hatten, wird nicht gesagt. Für ein leiðangrskip (das von der Bevölkerung im Zuge der allgemeinen Wehrpflicht zu stellen war) war vorgeschrieben, dass jede Ruderbank mit zwei Mann zu besetzen war. Das ergibt sich auch aus der Anordnung im Gulathingslov, dass auf einem Schiff Nahrungsmittelknappheit festzustellen ist, wenn nicht mehr Proviant als für einen Monat von Mehl und Butter für zwei Abteilungen (tvennom sveitum) vorhanden ist. Der Bauer Harek erhielt von König Olav Tryggvason ein Boot, „auf dem 10 oder 12 Männer rudern konnten. […] Der König gab Harek auch 30 Männer mit, tüchtige und wohlbewaffnete Burschen.“ Auf einem Boot mit sechs Ruderbänken konnten also neben Harek 30 Männer mit Ausrüstung transportiert werden. Über den „Langen Wurm“ wird berichtet, dass am Steven der königliche Bannerträger und bei ihm zwei Mann, auf dem vordersten Deck etwas mehr als zwölf Männer, im Vorraum vor dem Hauptdeck 30 Männer gestanden hätten. Hinzu kommt noch die Rudermannschaft. Das waren 68 Mann für eine Schicht. Bei Ablösung ist mit 136 Mann zu rechnen. In der Heimskringla heißt es: „Jarl Erling hatte ein Schiff mit 32 Ruderbänken und dementsprechenden Schiffsraum. Auf diesem fuhr er auf Víking oder wenn er den Heerbann aufbot. An Bord waren dann 240 Mann oder mehr.“ Normalerweise ruderte ein Mann einen Riemen. Aber in besonderen Fällen konnten auch mehr Männer Pro Riemen eingesetzt werden. In der Schlacht König Sverres gegen die Bagler 1199 bei Strindsjøen heißt es, dass der König vier Mann an jedem Riemen einsetzen ließ, als er Bagler verfolgte.
Die Männer schliefen im rúm zwischen den Spanten unter Deck. Durchschnittlich kann mit einer Besetzung von drei bis vier Mann in einem rúm gerechnet werden. Vereinzelte Angaben über acht Mann (für Ormurin langi) werden bezweifelt. Das war sicher nur auf kurzen Expeditionen bei gutem Wetter möglich.
Auf einem Schiff gab es auch ein Schiffsgericht (mót), das von den reiðumenn auf See am Mast, an Land an der Landungsbrücke zusammengerufen wurde.

## Die Ausrüstung

### Schiffsausrüstung
Das Frostathingslov präzisiert die Taue: Taue zum Hissen und Streichen der Ra, zwei Brassen, zwei Stütztaue, Haupttaue, zwei Schottaue, Hebetaue und über sechs Reffbänder. Besonderer Wert wird auf das Segel gelegt. Es wurde aus mehreren Webebahnen zusammengenäht. Zum Mast gehörte auch ein ás, Die Taue wurden aus Seehundshaut gefertigt. Außerdem waren Schöpfgefäße (bei niedrigen Schiffen eine Schöpfkelle, austr, bei hochbordigen ein Kübel, austrbytta) beizubringen. Dazu gehörte auch eine Rinne (dælea) quer über das Schiff, in die das Lenzwasser gekippt wurde und durch die es dann außenbords lief. Kleine Boote hatten ein kleines Loch im Rumpf mit einem Zapfen (farnagli), aus dem man das Wasser ablaufen lassen konnte, wenn das Boot am Ufer hochgezogen war. Der Königsspiegel aus dem 13. Jahrhundert dürfte ebenfalls die seit langem überkommenen Regeln ordnungsgemäßer Schiffsausrüstung wiedergeben, wenn er mahnt:

„Nimm zwei- bis dreihundert Ellen Vadmel (Stoff) mit dir an Bord, die zur Ausbesserung des Segels dienen mögen, wenn es notwendig wird, viele Nadeln und genügend Fäden oder Segelbänder; wenn es auch nebensächlich erscheint, so etwas zu erwähnen, so tritt doch oft der Bedarf dafür ein. Viele Nägel musst du auch immer mit dir an Bord haben, und zwar so große, wie für das Schiff passend sind, das du gerade hast, sowohl Spieker als auch Nietnägel. Gute Lotleinen, Zimmermannsbeile, Hohlmeißel und Bohrer und alle anderen Werkzeuge, die zur Schiffsarbeit nötig sind.“

Die Liste ist offensichtlich unvollständig, da zum Beispiel der Hammer nicht genannt wird. Dazu gehörte offenbar auch ein Amboss. Denn den warf in der Schlacht Jarl Håkons mit den Jomswikingern auf einem Schiff ein Mann gegen seinen Gegner. Vorher hatte ein Kämpfer auf ihm die Parierstange seines Schwertes repariert. Auf Kriegsschiffen wurden auch mehrere Enterhaken mitgeführt. Deren Einsatz wird in der Seeschlacht bei Svolder erwähnt.

### Der Mast

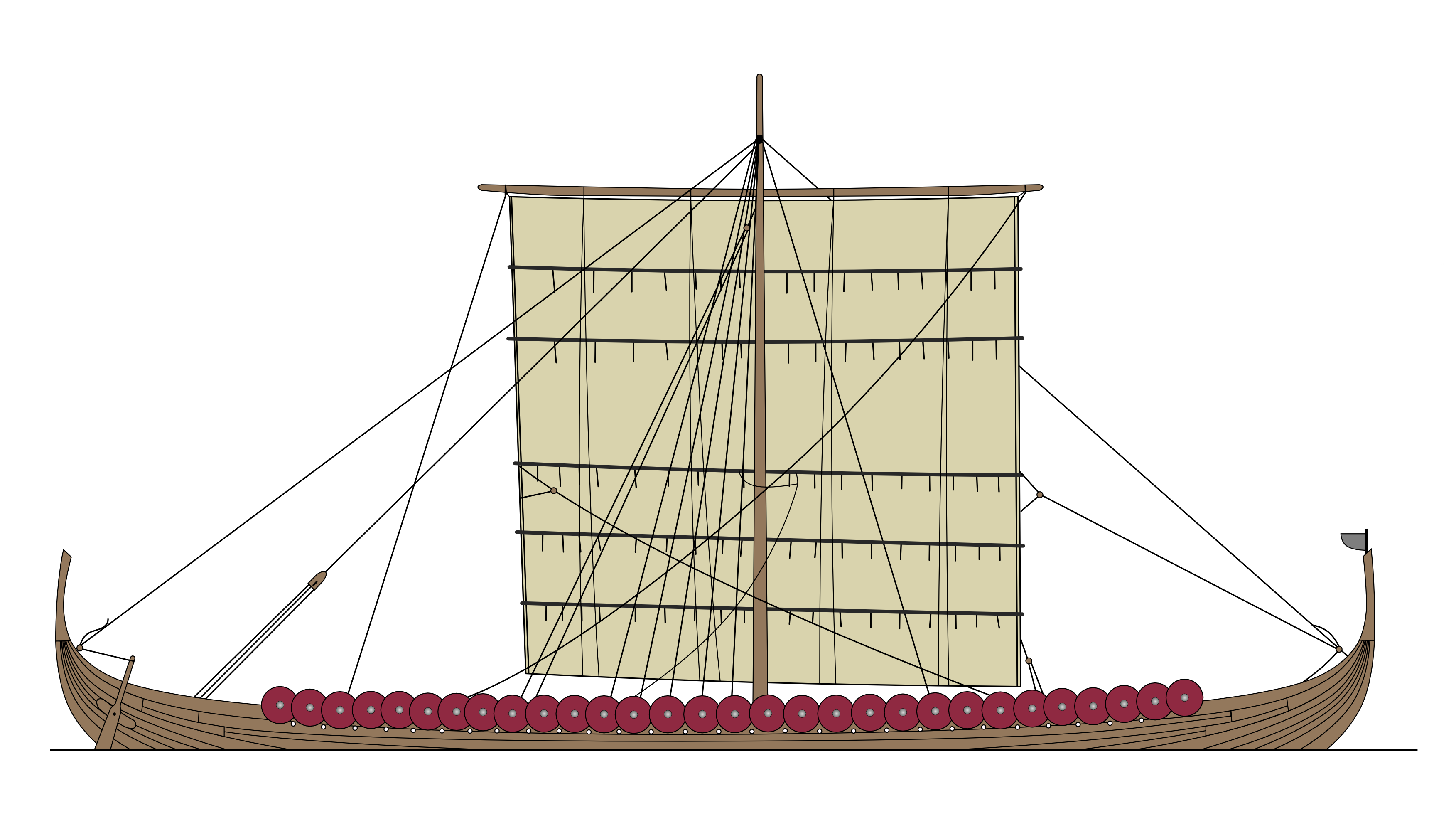
Takelage eines Langschiffs.

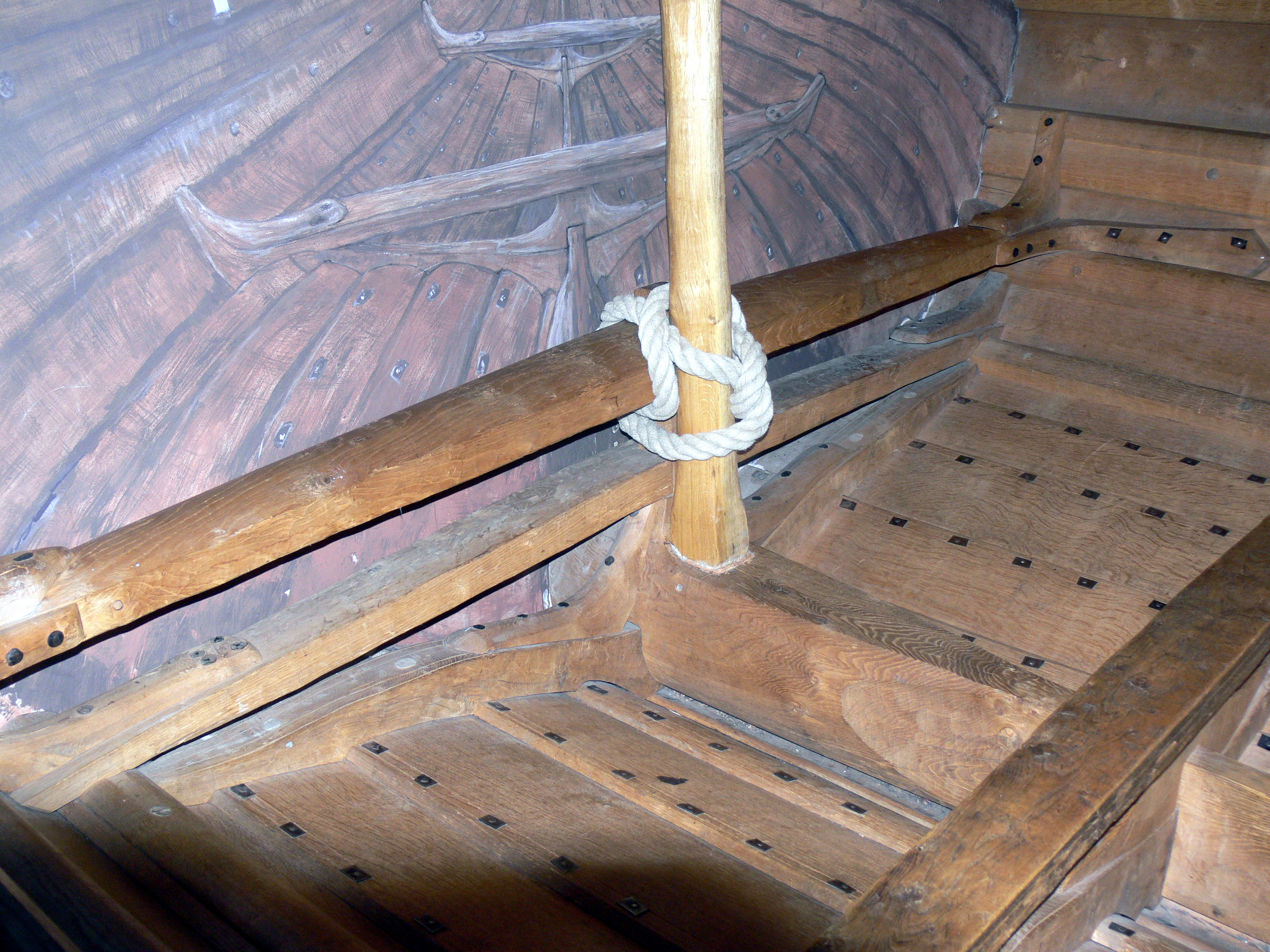
Bei kleineren Schiffen steckte der Mast im Kiel (Foto: Bickel).

Das Wikingerschiff besaß einen Mast, der aus einem Tannen- oder Föhrenstamm bestand, der geteert war, wie sich aus dem poetischen Ausdruck kolsvartir viðir („kohlschwarzer Mast“) ablesen lässt. Bei einem bei Seegang in sich elastisch sich verwindenden Schiffskörper war die Befestigung des Mastes eine besondere Herausforderung. Die Entwicklungsstufen zur ausgereiften Technik sind nicht überliefert, sondern nur die fertige Lösung bei den Wikingerschiffen. Aus verschiedenen Angaben wird entnommen, dass der Mast eines 20-Ruderers 60 und der eines 30-Ruderers 80 Fuß hoch war. In der Regel stand er mittschiffs oder kurz vor der Mitte. Er stand senkrecht oder etwas schräg nach hinten geneigt. Letzteres gab ihm beim Wind von achtern höhere Stabilität. Bei manchen Schiffen fehlte daher der Backstag. Der Mast ging bei kleineren Schiffen durch ein Loch in einem Querband und stand in einer Vertiefung des Kiels. Bei großen Schiffen stand der Fuß in einem dem Kiel aufgesetzten massiven Balken, dem Kielschwein (kerling) (beim Gokstad-Schiff 40 cm dick und 60 cm breit und über 4 Spanten greifend). Bei ihnen war das Querband, durch den der Mast hindurchging, durch einen Balken verstärkt, denn bei der Höhe des Mastes und der kurzen Strecke zwischen Kiel und Deck war die Belastung durch die Hebelwirkung groß. Der Balken ist das schwerste Einzelstück des gesamten Rumpfes: 5 m lang, 1 m breit und in der Mitte 42 cm dick, aber nach den Enden abgeschrägt, aus bester Eiche. Der Mast wurde dann mit einem massiven Holzkeil fixiert. Der Mast ließ sich herausnehmen. Dazu hatte das Loch im Kielschwein nach vorn eine abgerundete Spur, die ein Umlegen des Mastes ohne Anheben bis auf das erste Auflager ermöglichte. Daher konnte der Mast sehr häufig und sehr schnell umgelegt werden. Im Kampf wurde der Mast nicht umgelegt. Oben auf dem Mast befand sich oft ein Mastkorb. Auf dem Topp wehte eine Fahne. In aufgerichteter Stellung wurde er durch Wanten und Stage aus Hanf oder Seehundsleder gehalten. Es bestand aus dem Bugstag und den Haupttauen, je eines oder mehrere auf der Back- und Steuerbordseite. Hinzu kamen beim Am-Winde-Segeln noch ein oder zwei Hilfstaue auf der Luvseite (stöðingar). Die Masttaue bestanden meist aus Walrosshaut, einer begehrten Importware aus Grönland. Ottar gibt auch die Länge an, die beim Tribut der Finnen festgesetzt war: 60 elna = ca. 36 m.

### Segel

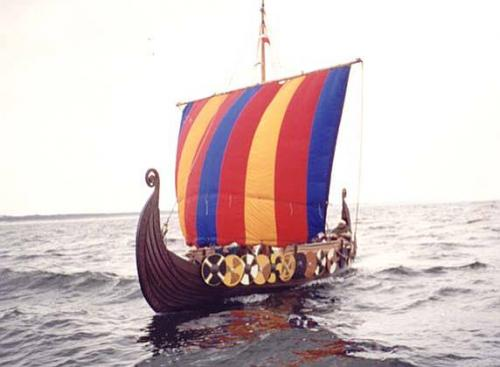
Die Segel waren häufig mehrfarbig.

Das Segel war ein sogenanntes Rahsegel und hatte die Form eines Rechtecks. Es gab unterschiedliche Fertigungen.

#### Material

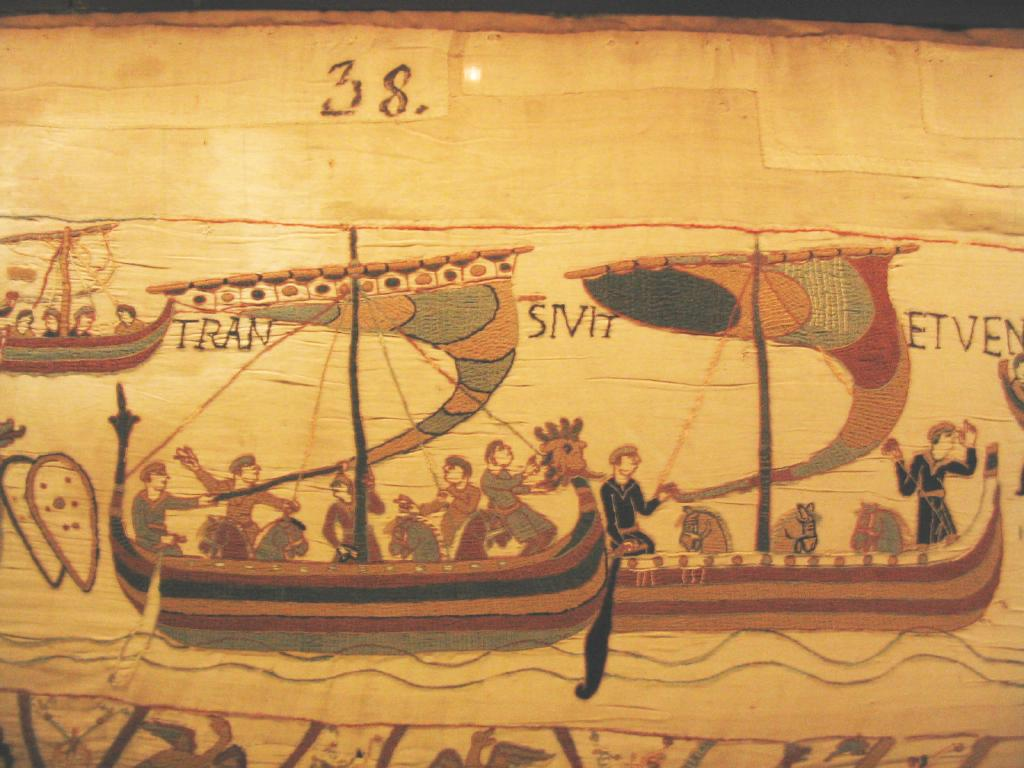
Segelschiffe auf dem Teppich von Bayeux.

Wichtigste Fasermaterialien zum Weben von Besegelungen der Wikingerzeit stellten Wolle, Flachs und Hanf dar.
Zu Caesars Zeiten hatten die Veneter nach seinen Angaben Segel aus Leder. Die Nestorchronik erwähnt im Zusammenhang mit einem Feldzug Olegs nach Konstantinopel im Jahr 907 und späteren Verträgen, dass als wertvollstes Segeltuch pavoloken eingesetzt wurde. Man weiß allerdings nicht, worum es sich dabei handelte, und vermutet feines Leinen.
Olegs Schiff werden auch seidene Segel zugeschrieben. Diese könnten aus Leinen bestanden haben, auf die Seide aufgenäht war. Seide war den Wikingern seit dem 10. Jahrhundert bekannt. Rein seidene Segel sind aber weltweit nur aus Romanen bekannt geworden (z. B. in: Gene Del Vecchio: The Blockbuster Toy!: How to Invent the Next Big Thing. Pelican Publishing, 2003.). Sie wären für nördlichere Gegenden wohl auch nicht stabil genug gewesen. Es handelte sich um prestigeträchtige Prunksegel. Von den Segeln des Königs Sigurður jorsalafari heißt es, dass sie aus pell gewesen seien, was oft mit „Samt“ übersetzt wird. Der Samt hat seinen Ursprung in Persien und wurde in Europa erst im 13. Jahrhundert verwendet. Pell bedeutet also vermutlich „verzierte feine Stoffe“. Sie waren auf stabile Trägerstoffe aufgenäht. Im Skuldelev bestand das Segel aus Wolle einer besonders langhaarigen Schafsrasse, die stark wasserabweisend und zu einem Walkstoff verarbeitet war, der vadmál genannt wurde und Zahlungsmittel und Wertmaßstab war.
Für die Ausstattung der Flotte der Wikinger waren etwa 1 Million Quadratmeter Segelfläche erforderlich. Die Besegelung eines Handelsschiffes der Knorr-Klasse aus Wolle wog etwa 200 kg und für das Weben wurden etwa 10 Arbeitsjahre benötigt. Die Besegelung eines Kriegsschiffes mit 65 bis 70 Mann Besatzung mussten über 1,5 Tonnen Wolle eingesetzt werden, das Weben erforderte die Leistung von 60 bis 70 Arbeitsjahren.

#### Konstruktion
Nach den bildlichen Darstellungen auf alten Siegeln bestanden die Segel oft aus zusammengenähten Stoffbahnen. Die damaligen Webstühle ließen die Fertigung langer Stoffbahnen aus Wolle zu. Aber es werden auch aus kleineren Stoffstücken zusammengesetzte Segel gezeigt. Auf der Leeseite abgebildete Netzstrukturen dürften Seile gewesen sein, die den Winddruck auf das Segel auffangen und so die Reißfestigkeit erhöhen sollten. Auf der Luvseite abgebildete Netzstrukturen werden als aufgenähte Verstärkungen durch weitere Stoff- oder Lederstreifen interpretiert. Königsschiffe hatten Leinensegel. Auch die auf den Münzen von Haithabu abgebildeten Schiffe sollen im Wesentlichen Leinensegel gehabt haben. In den Saum des Segels wurde zur Verstärkung ein Tau genäht. Die Darstellung der Segel auf dem Teppich von Bayeux wird unterschiedlich gedeutet. Einige meinen, sie seien an der Unterseite zur Verringerung der Segelfläche zu einer Spitze zusammengebunden worden. Andere meinen, die Dreiecksform sei einer etwas unbeholfenen perspektivischen Darstellung geschuldet. Auf den frühen Abbildungen auf Münzen, Siegeln, Stickereien und Malereien werden Segel mit unterschiedlichen Strukturen dargestellt. Neben senkrechten Streifen kommen auch Quadrate vor. Aber es lässt sich daraus nicht entnehmen, ob sie aus quadratischen Stoffstücken zusammengenäht sind, oder ob es sich um aufgenähte Verstärkungsbänder handelt. Es gab auch sich kreuzende Diagonalstreifen (með vendi), wie sie auf gotländischen Bildsteinen und alten Münzen zu sehen sind. Es sieht so aus, als ob es auch Segel gegeben habe, bei denen die Stoffbahnen diagonal geflochten waren. Aber dadurch kamen zwei Lagen Stoff übereinander zu liegen, was wegen des hohen Materialverbrauchs eher unwahrscheinlich ist, zumindest sehr selten angewendet wurde. Später wurde in der Mitte des Segels senkrecht eine Leine Gording hinabgezogen. Verschiedene Schiffstypen hatten auch unterschiedliche Segeltypen, wie sich aus den unterschiedlichen Bezeichnungen entnehmen lässt.
Die Segel wurden oft mit einer Mischung aus Ocker, Fett und Teer nachbehandelt, was eine effektive Imprägnierung darstellt.
Das Segel wurde vom Mast und der Rah gehalten und mit einem áss gespreizt, vor allem, wenn man am Winde segelte. Von einem solchen áss wird überliefert, dass es so weit über die Bordwand hinausragte, dass es einen Mann auf einem vorbeisegelnden Schiff von Bord schlagen konnte. Das bedeutet, dass die Segel unten sehr breit waren. Rah und wohl auch das áss lag, wenn keine Segel gesetzt waren, mittschiffs auf Ständern. Die Rah bestand aus einem runden Stück Tannenholz, das in der Mitte am dicksten war. Das Fall, mit dem die Rah gehisst wurde, ging durch den Mastkorb hindurch. Nach dem Hissen wurde das andere Ende dann oft als Backstag hinten beim Ruder befestigt. Mit den Tauen an den unteren Ecken des Segels konnte das Segel verstellt werden. Eine Stelle der Sigurðar saga jórsalafara belegt, dass die Norweger es verstanden, so hart am Winde zu segeln, dass die Rah dem Kiel fast parallel war.
Die Segel waren oft farbig, aber nicht nur rot-weiß, wie auf den Darstellungen der Neuzeit. Aus der vorwikingischen Zeit schildert Flavius Vegetius Renatus im Vierten Buch, Kap. 37 seiner Epitoma rei militaris, dass die Segel der Aufklärungsboote zur Tarnung blau gefärbt worden seien. Als Knut der Große von England aufbrach, um Olav den Heiligen aus Dänemark zu vertreiben, wird seine Flotte geschildert:

„Knútur hinn ríki hafði búið her sinn úr landi. Hafði hann óf liðs og skip furðulega stór. Hann sjálfur hafði dreka þann er svo var mikill að sextugur var að rúmatali. Voru þar á höfuð gullbúin. Hákon jarl hafði annan dreka. Var sá fertugur að rúmatali. Voru þar og gyllt höfuð á en seglin bæði voru stöfuð öll með blá og rauðu og grænu. Öll voru skipin steind fyrir ofan sæ. Allur búnaður skipanna var hinn glæsilegsti. Mörg önnur skip höfðu þeir stór og búin vel.“

„Knut der Mächtige hatte ein Heer zusammen, um das Land verlassen zu können. Er hatte eine außerordentlich große Streitmacht und wunderbar große Schiffe. Er selbst hatte ein Drachenschiff. Das war so groß, dass es 60 Ruderbänke zählte, und darauf waren vergoldete Drachenköpfe. Jarl Håkon hatte auch ein Drachenschiff. Dieses zählte 40 Ruderbänke. Auch dieses trug vergoldete Drachenköpfe. Aber die Segel waren blau, rot und grün gestreift. Diese Schiffe waren überall über der Wasserlinie bemalt, und ihre ganze Ausrüstung war die prächtigste. Noch manch andere Schiffe hatten sie, groß und herrlich ausgerüstet.“

Möglicherweise gab es auch einfarbige Segel, denn der Skalde Sigvat, der die Flotte gesehen hat, schreibt in seinem Preisgedicht:
| Og báru í byr blá segl við rá. | Blausegel - die blähen Brisen - man hisste. |

Es werden sogar Purpursegel erwähnt, und Drachenschiffe trugen manchmal auch gestickte Segel. Wenn der im Osebergschiff gefundene Stoffrest Teil eines Segels ist, dann war dessen Segel rot. Nach Sturla wurde für die Stickerei sogar Golddraht verwendet. Dabei dürfte es sich aber nur um die Segel der Anführer gehandelt haben, die aus Leinen gewesen sind. Denn die Wollsegel waren pigmenthaltig und daher grau bis braun. Pigmentlose Wolle war selten und hochwertig, aber Voraussetzung für das Einfärben.
Für die Veränderung der Segelfläche gab es verschiedene Methoden. Man konnte das Segel verkleinern, indem man es mit Bändern zusammenband. Diese Reffbänder sind häufig auf Abbildungen zu erkennen. Es gab auch die Methode, zur Vergrößerung unten querliegende Stoffstreifen, sogenannte Bonnets anzuknüpfen.
Zum Hissen der Segel wurden Winden verwendet. Es kamen sowohl Bratspill als auch Gangspill zum Einsatz.
Später wurde offenbar ein Vorsegel an einem Bugspriet angebracht. Jedenfalls wird ein solcher Bugspriet in einer Urkunde von 1308 erwähnt.

### Der Anker

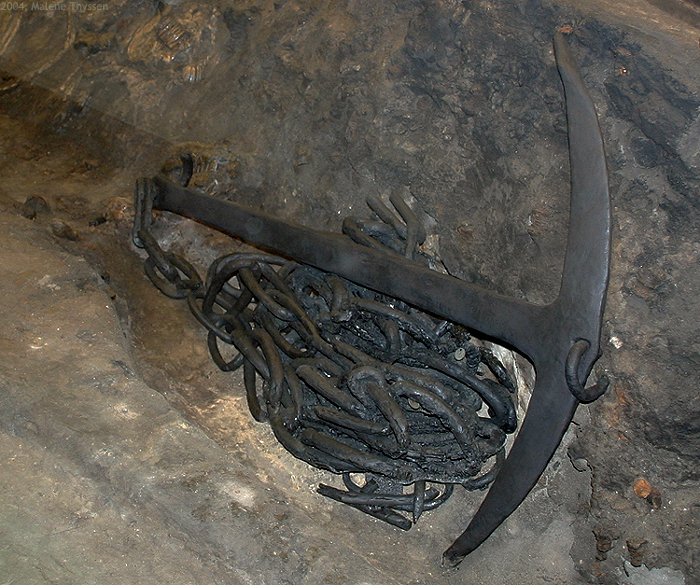
Anker eines Wikingerschiffes.

Ursprünglich diente bei Booten ein schwerer Stein mit einem Loch zum Durchziehen des Ankertaus als Anker. Sehr früh aber übernahmen die Skandinavier den eisernen Anker der Römer, wie an der Übernahme des lateinischen Fremdwortes ancora in die Sprache zu erkennen ist: altnordisch akkeri, irisch accaire, altschwedisch akkæri, ankare, angelsächsisch (bereits bei Beowulf) ancor. Dieser Anker bestand aus einem Schaft mit zwei Ankerklauen und einem rechtwinklig zu diesen eingefügten hölzernen Ankerstock. Dieser war beim Gokstad-Schiff aus Eiche und 2,75 m lang. Das obere Ende des Ankers hatte ein Öhr, das einen Ring hielt, durch den das Ankertau oder eine Kette gezogen wurde. Am unteren Ende befand sich ein festes Auge, an dem ein Tau mit einer Boje festgemacht wurde, der die Lage des Ankers an der Wasseroberfläche markierte. Dieses Tau diente auch dazu, im Falle des Reißens des Ankertaus den Anker zu bergen. Auch wurde damit der Anker vom Grunde gelöst, wenn man das Schiff nicht am Ankertau über die Position des Ankers ziehen konnte. Der Anker lag im Bug des Schiffes. In späterer Zeit diente auch ein Ankerspill zum Hochziehen des Ankers. Oft mussten mehrere Anker eingesetzt werden, weil die Anker nicht besonders schwer waren. Wenn kein Platz zum Schwojen war, wurde ein zweiter Anker in die entgegengesetzte Richtung ausgebracht.

### Riemen

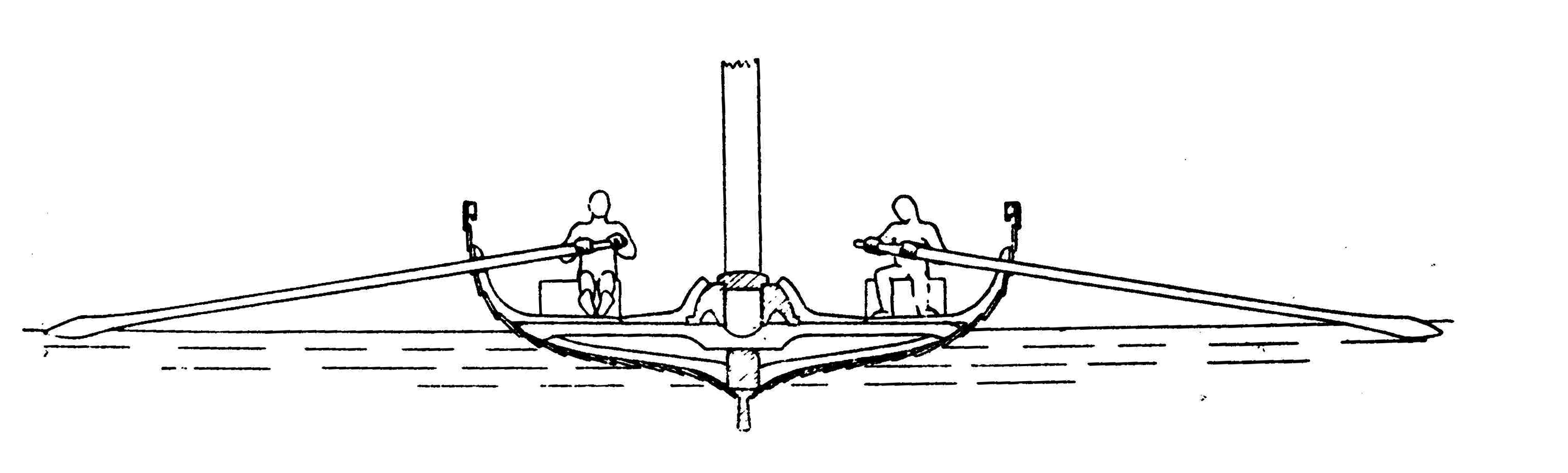
So saßen die Ruderer im Schiff. Zeichnung Bickel

Zum Rudern wurden die Schiffe mit Riemen ausgestattet. Diese waren in der Regel gehobelt und geteert. Beim Gokstad-Schiff wurden Riemen aus Kiefernholz gefunden, die 5,30 bis 5,85 m lang waren (in der Mitte des Schiffes kürzer, an den Enden länger). Während des Ruderns lag der Riemen bei kleineren Booten an Keipen, die an einer Verstärkung am obersten Gang, dem Dollbord, eingefügt waren, oder an echten vertikalen Dollen mit Ruderschlaufe als Widerlager. Die Ruderschlaufe, die am Dollen befestigt war und durch die der Riemen gesteckt wurde, bestand aus Walrosshaut oder Weidengerten. Bei größeren Schiffen wurden die Riemen durch Ruderlöcher in einer der obersten Plankenreihen, die besonders verstärkt war, gesteckt. Die Riemenlöcher hatten einen Durchmesser von ungefähr 12 cm und einen Schlitz, damit das breitere Ruderblatt hindurchgesteckt werden konnte. Beim Rudern war ein Drittel des Riemens innenbords. Beim Gokstadschiff waren die Ruderlöcher mittschiffs 48 cm über der Wasserlinie. Innerbords befanden sich Riemenklappen, mit denen die Riemenlöcher verschlossen werden konnten. Wo nicht die Decksbalken als Rudersitze verwendet wurden, war für jedes Ruderpaar eine Ruderbank vorhanden. Auf den Langschiffen hatte jeder Ruderer wahrscheinlich eine eigene Ruderbank, so dass in der Mitte ein Gang freiblieb. Einen archäologischen Beleg gibt es dafür nicht. Normalerweise führte ein Mann einen Riemen. Da aber die Ruderbänke mehrfach besetzt waren, konnten bei starkem Rudern auch zwei, selten sogar 3 Mann einen Riemen führen. Im Altnorwegischen wurden die Schiffe nach den Ruderbänken einer Seite benannt, im Altschwedischen nach allen Sitzen, so dass ein altnorwegischer 20-Ruderer im Altschwedischen ein 40-Ruderer war. Die Frachtschiffe der Sagazeit hatten nur vorn und achtern Ruderbänke.

### Verpflegung
Nach § 300 des Gulathingslov bestand die Ausrüstung des Ruderers aus Mehl und Butter für zwei Monate für jede Riemenschlinge und einem Zelt und einem Riemen. Dabei wird allerdings erwähnt, dass diese die Bonden zu stellen hätten. Aber wenn die Nahrungsmittel auf der Heimfahrt knapp wurden, dann durfte man an Land gehen und gegen Entgelt zwei Rinder eines Bauern schlachten. Daraus kann man schließen, dass auch Fleisch zum Vorrat gehörte. Außerdem gehörten getrocknete Heilbuttstreifen (riklingr) und Stockfisch (skreið) sowie wohl auch Brot dazu. Es gab Vorratsgemeinschaften, die mötunautar. Für die Islandfahrt waren für zwei Mann 3 Bierfässer mit Wasser vorgeschrieben. Aber man nahm auch drykkr mit, was ohne nähere Bezeichnung Bier zu sein pflegte, möglicherweise aber war es Molke. Außerdem waren Kochkessel (búðarketill) an Bord.

### Übernachtung
Auf der Küstenfahrt wurde nachts nicht gesegelt, sondern man suchte einen Liegeplatz an Land auf. Nachts wurde, wenn man vor Anker lag, der Mast umgelegt und das Schiffsdeck überzeltet. Archäologisch sind diese Zelte nicht nachgewiesen. Die Zelte standen offenbar quer zum Schiffsdeck, denn die Zeltöffnung war der Schiffswand zugekehrt. Es handelte sich dabei um zwei Zelte, eines auf dem Vorder- (stafntjald) und eines auf dem Hinterdeck (lyptingartjald), das auf dem Königsschiff dem König zugewiesen war. Die Zelte bestanden aus mehreren Einzelstücken, die beim Zelten zusammengeknüpft wurden. Dabei überlappten sie sich wie die Schiffsplanken. An den Enden der Zelte standen zwei Giebelbretter, die unten innerhalb der Reling aufstanden, oben sich kreuzten und durch die eine lange horizontale Stange hindurchgesteckt wurde, über die die Zeltdecke geworfen wurde. Diese Firststange ruhte auf Zeltstützen. Im Zelt konnte auch Licht angezündet werden. Man hatte sogar Tische.
Es gab auch Zelte für das Land. Solche Landzelte wurden sowohl beim Gokstad-Schiff als auch beim Oseberg-Schiff gefunden. Sie hatten eine Grundfläche von 5,30 × 4,15 m. Die Innenhöhe betrug 3,50 m und beim anderen 2,70 m. An den Zeltenden waren jeweils zwei kostbar geschnitzte Windbretter, die sich oben kreuzten, angebracht. Die Schnitzereien mit ihren Drachenmotiven deuten auf magischen Abwehrzauber gegen Geister hin, die nachts das Zelt heimsuchen könnten. Das lässt jedenfalls die Ähnlichkeit mit den Drachenköpfen an den Schiffsenden vermuten, deren magische Bedeutung überliefert ist. Denn man musste diese gemäß der Landnáma abnehmen, wenn man zum Land fuhr, um die Geister des Landes nicht gegen sich aufzubringen.
Man schlief in Doppelschlafsäcken (húðfat). Die beiden, die darin schliefen, waren Schlafgenossen (húðfatfélagar), eine besonders enge Beziehung. In den Schiffen von Gokstad und Oseberg sind zwar Betten gefunden worden, sie dürften aber nicht zur normalen Ausrüstung gehört haben. Ein Bett war ein Prachtstück an Schnitzkunst an den Bettpfosten. Unter Deck war auf jeder Seite zwischen einem Spant auch eine Kiste, die zwei Männern zur Aufbewahrung ihrer Ausrüstung diente. Die Kleidung auf See bestand in der Regel aus zusammengenähten Häuten (skinnklæði.), die aber beim Rudern ausgezogen wurde.
Die Schiffe hatten auch Beiboote, ein kleines, das hinter dem Mast verstaut war, und ein größeres in Schlepptau. Unter dem kleineren konnte man auch schlafen.
Die Kampfausrüstung bestand neben dem Schwert und dem Schild aus dem Bogen mit mindestens zwei Dutzend Pfeilen und einem Speer. Es wurden aber in Wirklichkeit viel mehr mit geführt. Denn in den Schlachtschilderungen werden sehr lange Zeit Speere geworfen, und von König Olav Tryggvason heißt es in der Seeschlacht von Svolder, er habe während des Kampfes immer mit beiden Händen Speere geworfen. Dem zeitgenössischen Leser muss es als einleuchtend erschienen sein, dass genügend Speere auf einem Schiff vorrätig waren, um einen längeren Kampf zu bestreiten.

## Schiffsschäden
Über die Qualität des Rumpfes sagt das Gulathingslov:

„Nun sendet der König seine Leute in das Fylke, das Schiffszeug und die Männer zu prüfen, und diese oder der Schiffsführer bezeichnen das Schiff als nicht seeklar. Aber die jeweils andere Seite bezeichnet es als seeklar. Da soll man Männer aus einer anderen Schiffsgestellung berufen, die sollen beschwören, ob das Schiff seeklar ist oder nicht. Aber wenn sie nicht schwören wollen, da sollen jene ihr Schiff zu Wasser bringen und ihr Fahrzeug prüfen. Sie sollen es fünf Nächte zur Dichtung liegen lassen und dann ausschöpfen. Wenn nun ein Mann das Schiff durch Schöpfen trocken halten kann hinaus auf die Küstenfahrstraße, da ist das Schiff seeklar.“

Der Mast, die Ra(h), die Riemen, das Steuerruder, die Taue und die Segel waren auf See besonders gefährdet und wurden oft beschädigt und mussten unterwegs repariert werden. Dazu hatte man die oben genannte Ausrüstung an Bord. Aber auch beim Einlaufen in den Hafen oder in engen Gewässern konnte es zu Zusammenstößen kommen. Für das Ansegeln gibt das Bylov bestimmte Schadenstarife.
Wenn Sturm drohte, wurden auf den niedrigeren Handelsschiffen Seitenspanten (vígi) aufgesetzt. Sie waren lose aufgesetzt und den auf Kriegsschiffen als Brustwehr dienenden Borderhöhungen (víggyr dill) ähnlich. Durch heftiges Schlingern konnten sich die Planken lockern. Dagegen wurde unter dem Kiel ein Tau als Quergurt (þergyrðingar) durchgezogen und auf Deck mit Stäben festgeschnürt. Außerdem wurden schadhafte Taue durch neue ersetzt.

## Die Nautik

### Küstenschifffahrt
Die Schifffahrt zur Wikingerzeit war im Wesentlichen Küstenschifffahrt, auch im Fernverkehr. Bei der Reise an der norwegischen Küste wurde zwischen dem außerhalb der Schären befindlichen þjóðleið hit ytra, útleið oder hafleið und dem innerhalb der Schären befindlichen Fahrwasser þjóðleið hit innra oder innleið unterschieden. Auf entfernteren Meeren (Friesland, Mittelmeer) übernahm man die einheimischen Küstenschifffahrtsrouten. Man segelte in der Regel tagsüber und suchte gegen Abend eine geschützte Bucht auf.

#### Seemarken
Schon immer waren für die Küstenschifffahrt Landmarken und Seezeichen von Bedeutung. Es handelte sich um charakteristische Landschaftsformationen, Inseln, Berge und Gewässermündungen. Auch bronzezeitliche Grabhügel dienten als Landmarken. Außerdem wurden viele Seezeichen künstlich errichtet, Warten, Kreuze, Türme, besondere Bäume. 1432 reiste der venezianische Kaufmann Pietro Querini von den Lofoten nach Süden und berichtete darüber, dass dabei die ganze Zeit nach Warten gesteuert worden sei.

#### Segelanweisungen
Segelanweisungen spielten bei der Küstenschifffahrt eine relativ kleine Rolle. Eine frühe Küstenbeschreibung findet sich bei Ottar und Wulfstan in seinem Bericht an König Alfred den Großen über die Fahrt ins Weiße Meer. Der Bericht ist allerdings sehr ungenau, sowohl für die Entfernungen, die als Segeldauer angegeben werden, ohne die Geschwindigkeit des Schiffes anzugeben, als auch die Richtungen, die nur sehr grob als Haupthimmelsrichtungen beschrieben werden.

#### Lotsenwesen
Da niemand den gesamten Fahrtbereich kennen konnte, wurden bei Fahrten außerhalb des näheren Heimatbereichs Lotsen (norrøn: leiðsögumaðr, altschwedisch: lédhsagari) angeheuert, die die Lage der tückischen Felsen unter Wasser kannten. Der Steuermann war für die Bestellung des Lotsen verantwortlich. In Bergen gab es so viele Lotsen, dass sie eine Innung bildeten.

#### Tiefenmessung
Merkwürdigerweise wird nirgends das Lot zur Messung der Wassertiefe erwähnt. Es gibt auch kein altnordisches Wort dafür. Dies ist umso auffallender, als die Angelsachsen das Lot und den Peilstock kannten und archäologische Funde dessen Existenz auch für den skandinavischen Raum belegen. Erst Olaus Magnus (16. Jh.) setzt den Gebrauch des Lots in seiner Schrift Historia de gentibus septentrionalibus als selbstverständlich voraus. Als Peilstock dürfte der forkr gedient haben, eine Stange zum Abstoßen des Schiffes vom Lande oder von anderen Schiffen.

#### Anlandung
Das Naust (auch Nausttuft) ist ein charakteristischer Gebäudetyp Norwegens. Im Naust wurden die Schiffe der Eisenzeit und der Wikingerzeit vor allem im Winter gelagert und gewartet. Spuren dieser Bootshäuser findet man zahlreich an den Küsten, wo die Ufer flach genug sind, um die verhältnismäßig leichten Schiffe an Land zu ziehen. In jenen Zeiten war dies die übliche Form der Anlandung. In Norddeutschland entstehen bereits in der Vorwikingerzeit die ersten Hude-Orte.

### Hochseeschifffahrt

#### Schifffahrtswege über die Nordsee
Zum besseren Verständnis der überlieferten Segelanweisungen siehe auch Geodätische Sichtweite

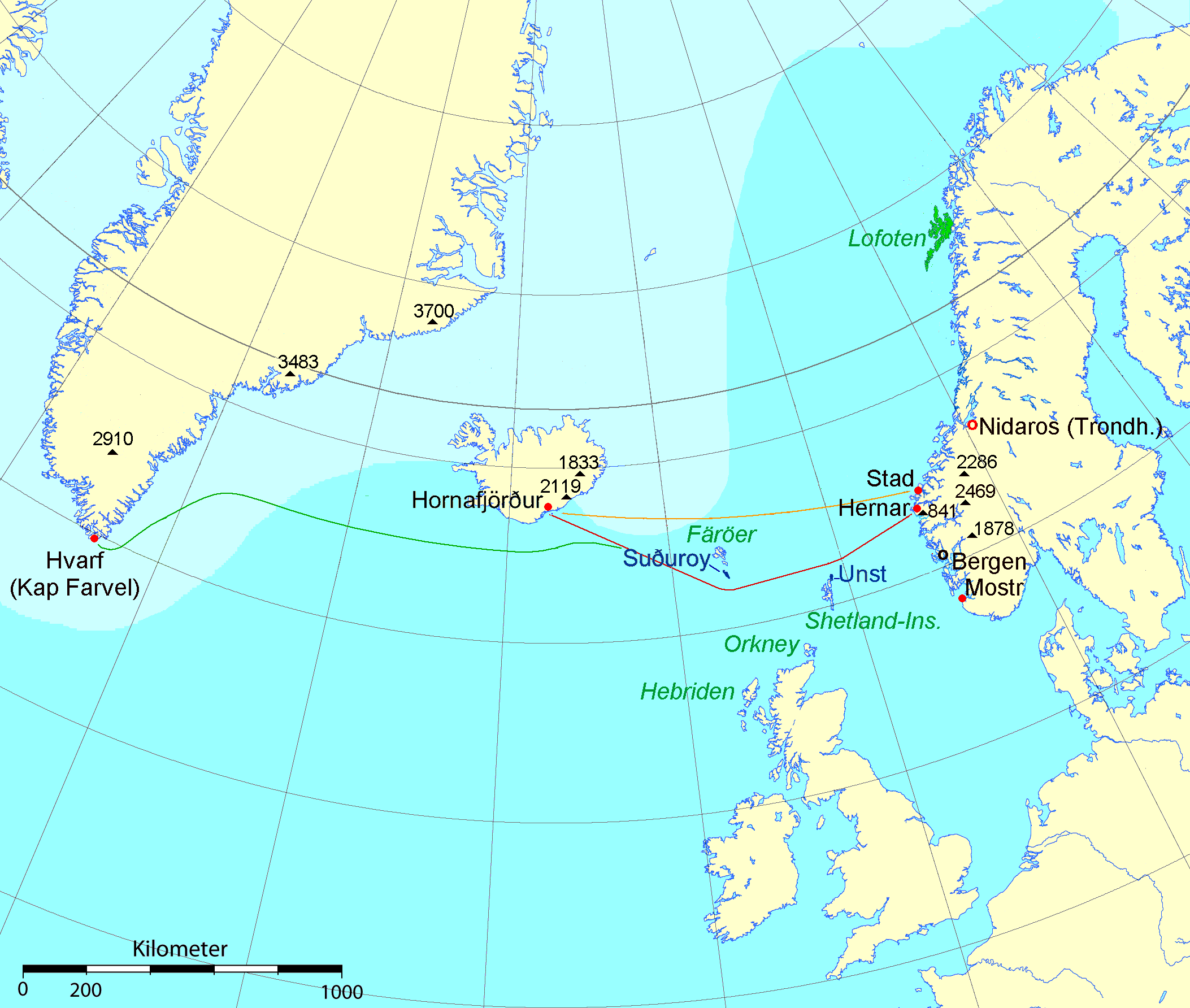
Orange: Kürzeste Strecke von Norwegen zum Hafen Hornafjörður (Island)
Rot: Überlieferte Segelanweisung von Hernar nach Island
Grün: An Island vorbei nach Grönland
Blass blau: Treibeiszone

Auf den Nordseefahrten wurden verschiedene Routen benutzt. Dies galt insbesondere für die Fahrten nach Island und Grönland. Die Segelanweisung der Landnámabók gibt an, dass ein von Norwegen kommendes Schiff auf dem Wege nach Grönland 100 bis 120 km südlich von Island bleiben solle. In dieser Entfernung konnte der 2119 m hohe Öräfajökul am küstennahen Südrand des Vatnajökull noch gesehen werden. In der Fassung der Hauksbók wird die Fahrt nach Grönland wie folgt beschrieben:

„Af Hernum af Nóregi skal sigla jafnan í vestr til Hvarfs á Grænlandi, ok er þá siglt fyrir norðan Hjaltland, svá at því at eins sé þat, at allgóð sésjóvar sýn, en fyrir sunnan Fareyar, svá at sjór er í miðjum hlíðum, en svá fyrir sunnan Ísland, at þeir hafa af fugl og hval.“

„Von Hernar von Norwegen soll man rechtwest nach Hvarf auf Grönland segeln, und dabei wird so weit nördlich der Shetlands gesegelt, dass diese nur dann gerade noch zu sehen sind, wenn die Sicht sehr gut ist, und so weit südlich der Färöer, dass die See bis zur Mitte der Berge reicht, und so weit südlich von Island, dass man von dort Vögel und Wale bemerkt.“

„Hernar“ wird mit der 170 km nördlich von Bergen in einem Seitenarm des Nordfjords gelegenen Insel Hennøy (heute zur Gemeinde Bremanger) identifiziert, Hvarf ist die Südspitze Grönlands (Kap Farvel). Wenn man so weit nördlich der Shetlands bleiben wollte, wie in der Segelanweisung angegeben, musste man aber einen Kurs WSW einhalten. Der Kurs verlief bei einer anzunehmenden Augenhöhe des Steuermanns von vier Metern über dem Meeresspiegel etwa 70 km nördlich der Shetlands und 70 km südlich der Färöer an diesen vorbei. Die Angaben über Island lassen eine Entfernung von ungefähr 100 km vermuten. Merkwürdigerweise verschweigt die Hauksbók, dass in dieser Entfernung Island in Sicht ist. In Höhe der Färöer musste der Kurs nun nach NW hin geändert werden.
Die Insel-Route nach Island ging ebenfalls über die Shetlands und die Färöer. Sie war zwar wesentlich länger als die direkte Route von Stad in Norwegen nach Hornafjörður in Südisland, aber auf dieser Route musste man 700 km ununterbrochen ohne Landsicht fahren. Die Insel-Route begann meist bei dem erwähnten Hernar. Östlich von Hernar liegen 800 m hohe Berge. Das bedeutet, dass auf der Strecke von Hernar nach Unst auf den Shetlands 80 km lang die heimatlichen Berge zu sehen waren. Aus 70 km Entfernung kann Unst gesehen werden. Die Hälfte der Strecke, also etwa 15 Stunden, musste ohne Landsicht gesegelt werden. Von Unst nach Suðuroy auf den Färöern waren es 300 km, von denen bei guter Sicht 140 km ohne Landsicht zu segeln waren, und zwischen den Färöern und Island weniger als die Hälfte der Strecke. Dies gilt aber nur für extrem gute Sichtverhältnisse, die nicht als Regel vorausgesetzt werden können. Außerdem besagte die Segelanweisung, dass man die Inseln nicht ansteuerte, sondern in großem Abstand umfuhr.

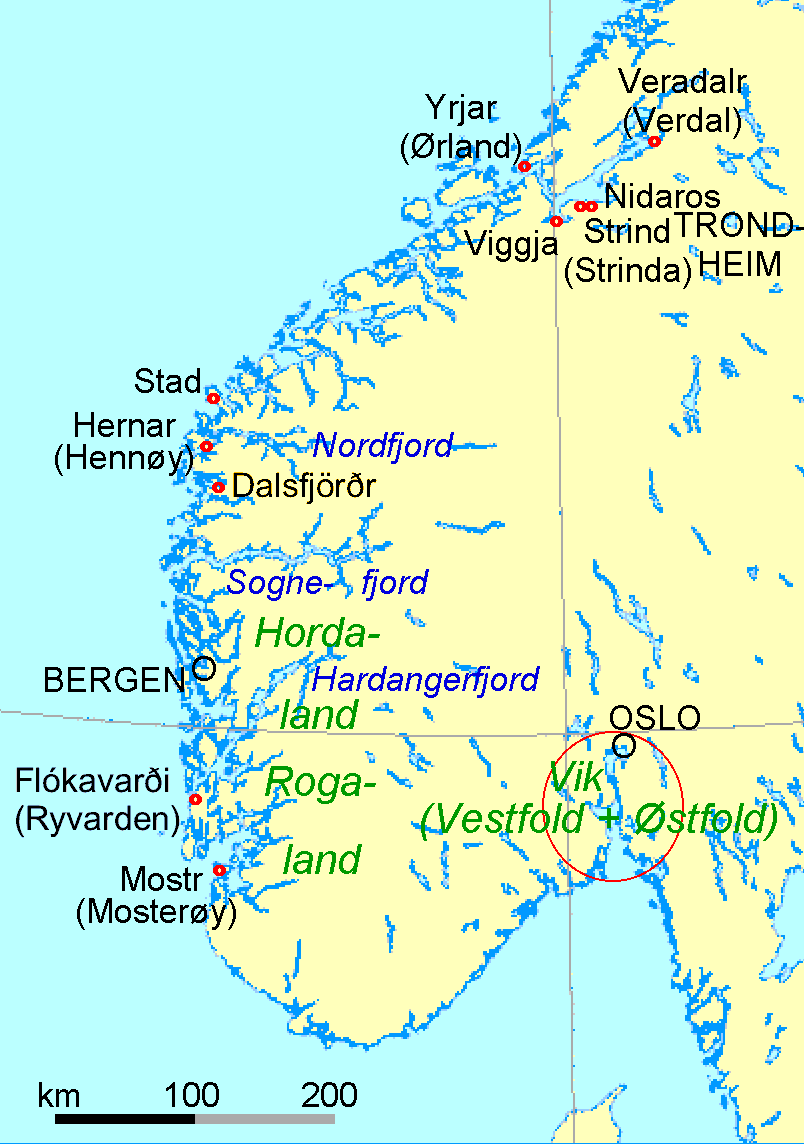
Rot: Startorte im Landnámabók und andere Hafenplätze des 8. bis 10. Jahrhunderts

Diese Route wird in Quellen selten erwähnt und ist auch nicht immer die gleiche. Nach der Landnáma fuhr Flóki Vilgerðarson von Flókavarði bei Ryvarden, wo Hordaland und Rogaland aneinandergrenzen, auf seiner Fahrt nach Island zunächst nach den Shetlands. Auðr en djúpauðga („die Gescheite“) fuhr zunächst nach den Hebriden, von da nach Caithness, dann weiter nach den Orkneys und schließlich über die Färöer nach Island. Aber das war keine durchgängige Islandfahrt. Vielmehr war die Route verschiedenen Besuchen und Aufenthalten unterwegs geschuldet. Überhaupt sind die Islandfahrten in der Landnámabók über die Inseln nie auf navigatorische Gründe zurückzuführen, sondern entweder Besuchen dort, oder die Personen entschließen sich erst auf den Inseln, nach Island zu fahren.
Bei den 300 bis 400 Landnehmern der Landnámabók kann man von 250 Fahrten mit einiger Sicherheit sagen, dass sie von Norwegen ausgingen. Von 70 Fahrten werden Abfahrtsorte genannt. Sie erstrecken sich von Vík (Oslofjord) im Süden bis zu den Lofoten im Norden. Dabei sind die Abfahrtsorte in Sogn, Hordaland und Agder die häufigsten. Eindeutig bestimmen lassen sich Flókavarði, Dalsfjörðr (ein Fjord in Sunnfjord in Vestland fylke.), Mostr (Mosterøy), Strind (Strinda, ein Ortsteil von Trondheim), Veradalr und Viggja (in der Kommune Skaun). Hernar wird noch nicht erwähnt. Auch Yrjar (heute Ørland), ein wichtiger Abfahrtshafen der Sagazeit, wird in der Landnáma nicht eindeutig als Ausgangsort einer Islandfahrt erwähnt. Trotz der Fülle der in der Landnámabók geschilderten Islandfahrten lässt sich aus ihr die Frage nach der bevorzugten Islandroute nicht beantworten. Auch aus den Sagas lässt sich nichts entnehmen. Denn sie schildern Zwischenpunkte der Reise nur, wenn sie eine Funktion im geschilderten Geschehen haben. Sonst wird die Reise mit der Wendung: „Von ihrer Fahrt ist nun nichts weiter zu erzählen, bevor sie nach XY kamen“ übergangen.
Bei der umgekehrten Fahrt von Island nach Norwegen hatte es der Steuermann leichter. Denn er brauchte Norwegen nicht zu „suchen“. Das Risiko, an der langgestreckten Küste im Norden oder Süden vorbei zu segeln, war gering. Gleichwohl sind auch hier die Probleme beachtlich: Die Namen der Zielhäfen sind nicht immer zu identifizieren, was auch auf die Überlieferung zurückzuführen ist. Selbst so ein bekannter Ort wie die Lofoten wird mal Lófót, mal Lafun, mal Ofoten mit Randkorrektur auf Lofoten genannt. Die Fahrtziele der Isländer waren zum großen Teil durch die jeweiligen Handelsaussichten bestimmt. So schreibt Snorri:

„Þat var á einu sumri, at hafskip kom af Íslandi er áttu íslenzkir menn; þat var hlaðit af vararfeldum, ok héldu þeir skipinu til Harðangrs, því at þeir spurðu, at þar var fjölmenni mest fyrir.“

„Eines Sommers geschah es, dass ein seegängiges Schiff von Island kam, das Isländern gehörte. Das Schiff war beladen mit Mänteln, die verkauft werden sollten, und die Isländer steuerten ihr Schiff nach Hardanger, weil sie erfahren hatten, dass dort die meisten Leute anzutreffen seien.“

Zu einem weiteren Teil waren politische Gründe ausschlaggebend: Man wollte den König aufsuchen und in die Hofgesellschaft eintreten. Der königliche Hof residierte meist in Trondheim. Oder man wollte in Konfliktfällen den königlichen Hof meiden und steuerte südliche Ziele an. Ein drittes Kriterium waren verwandtschaftliche Beziehungen. Isländer suchten häufig zunächst ihren in Norwegen verbliebenen Clan auf. Die meisten Fahrten endeten aber bei Trondheim und nördlich davon.
Den Seefahrern in der Wikingerzeit werden gerne besondere Fähigkeiten in der Navigation zugeschrieben. Dies stimmt mit den Quellen nicht überein. Es sind sehr häufig Irrfahrten überliefert, die zeigen, dass man sich glücklich schätzte, wenn man tatsächlich am beabsichtigten Ziel angelangt war. Dass dies trotzdem relativ häufig geschah, hat weniger etwas mit der Navigationskunst zu tun als vielmehr damit, dass man über die Nordsee nur fuhr, wenn anhaltend gutes Wetter zu erwarten war, so dass man die Richtung halten konnte. Im Nebel waren sie absolut hilflos. Hinterher war eine Positionsbestimmung nicht möglich. Als König Håkon Håkonsson 1263 mit einer großen Flotte nach Schottland fuhr, verloren sich die Schiffe unterwegs aus den Augen. Einige Schiffe kamen nach den Shetlands, andere zu den Orkneys.

#### Himmelsrichtungen
Die vier Ecken des Himmels waren Norðri, Suðri, Austri, Vestri. Der Gesichtskreis war durch die vier Hauptachsen (höfuðætt) geteilt. Dazwischen werden weitere vier Achsen gelegt, so dass acht ættir entstehen. Bei deren Benennung ging man von der Nord-Süd-Achse aus und benannte die Richtungen nach ihrem Verhältnis zum Festland. Nordosten war also landnorðr, Südosten landsuðr, Nordwesten útnorðr und Südwesten útsuðr. Diese Bezeichnung wurde überall, auch in Island beibehalten. Auch die Winde wurden danach benannt: landnyrðingr, landnorðingr, útsynningr und úrnorðingr.

#### Zugeschriebene Navigationshilfen
Es gab noch keinen Magnetkompass, und so musste man Standort und Richtung nach dem Stand von Sonne, Mond und Sternen bestimmen (astronomische Navigation). Der Kompass wurde zwar bereits im 12. Jahrhundert von Alexander Neckam beschrieben und war wohl auf dem Festland bekannt, aber das Wort leiðarstein wird erst Anfang des 14. Jahrhunderts (Landnámabók in der Fassung der Hauksbók, um 1307 geschrieben) verwendet. Dort wird zwar der Kompass in der Geschichte von Flóki erwähnt, aber gleichzeitig gesagt, dass er zur Landnahmezeit nicht vorhanden war. Ab wann er eingesetzt wurde, lässt sich daraus nicht ermitteln. Das Wort ist in Anlehnung an das Wort leiðarstjarn („Wegstern“) gebildet. Auch der Ausdruck leiðarstjarn für den Polarstern tritt erst relativ spät auf. Da der leiðarstein zur Landnahmezeit um 870 sicher noch nicht vorhanden war, kurz nach 1300 als bekannt vorausgesetzt wird, muss er irgendwann dazwischen eingeführt worden sein. Eine genauere Aussage lassen die schriftlichen Quellen nicht zu. Die außernordischen Berichte über den Kompass ab 1187 lassen aber den Zeitpunkt in der Nähe von 1300 als wahrscheinlich erscheinen.
Im Jahre 1948 wurde in Grönland eine halbkreisförmige Holzscheibe (Bruchstück) aus der Zeit um 1200 mit einem Durchmesser von sieben Zentimetern gefunden, die an ihrem Außenrand Kerben und in der Mitte den Teil eines Loches aufweist. C. V. Sølver hat dieses Holzfragment als Peilscheibe (Sonnenkompass) gedeutet. und eine Reihe von Publikationen sind ihm darin gefolgt. In der Mitte habe sich ein Schattenstift befunden, und aus dem Azimut der Sonne und dem Schatten des Stiftes habe man die Nordrichtung bestimmen können. Dem wird entgegengehalten, dass die Kerben am Rand unregelmäßig geschnitzt sind, obwohl man präzises Schnitzen längst beherrscht habe, also der eine Quadrant acht, der andere neun Kerben aufweist, so dass auf dem Vollkreis mehr als die vorausgesetzten 32 Kerben zu finden gewesen wären. Außerdem sei die Scheibe für diesen Zweck viel zu klein. Darüber hinaus hätte man zusätzlich Amplitudentabellen und Kalender benötigt. Man könne diesem Brettchen keine Funktion zuordnen, und so seien der Phantasie keine Grenzen gesetzt. Die Argumente gegen die Deutung als Peilscheibe dürften überwiegen.
Des Weiteren wird hin und wieder von einem Sonnenschattenbrett (sólskuggafjöl) geschrieben, ein Brett mit einer Nadel. Die Länge des Schattens der Nadel habe einen Rückschluss auf den Breitenkreis zugelassen. Diese Information stammt aus Niels Christopher Winthers Buch Færøernes Oldtidshistorie (Färöische Alte Geschichte). Winther gibt zwar keine Quelle an, hat diese Information aber offenbar aus den handschriftlichen Aufzeichnungen des färöischen Pastors Johan Henrik Schrøter (1771–1851). Dieser wiederum hat ältere Manuskripte ausgewertet, die aber nicht überliefert sind. Seine historische Zuverlässigkeit wird in Fachkreisen bezweifelt.
1267 wird eine durchaus ungewöhnliche Beschreibung darüber geliefert, wie die nördliche Breite abgeschätzt wurde.

„… dann fuhren sie am Tage der Jakobsmesse eine große Tages-Ruderstrecke nach Süden auf Króksfjarðarheiði zu; dort fror es zu der Zeit nachts. Die Sonne schien jedoch Tag und Nacht, und sie war nicht höher, wenn sie im Süden stand, als dass sie einem Manne, der sich in einem Sechsruderer von der Bordwand an quer legte, den Schatten von der Bordwand, die der Sonne zugewandt war, ins Gesicht warf.“

Daraus ergibt sich, dass dieses Schiff keine bessere Möglichkeit an Bord hatte, den Sonnenstand zu bestimmen.
Ein anderes Hilfsmittel, den Sonnenstand bei trübem Wetter zu ermitteln, soll der legendäre sólarsteinn (Sonnenstein) gewesen sein. Von ihm ist in verschiedenen Quellen die Rede. Am bekanntesten ist die, dass König Olav der Heilige bei leichtem Schneetreiben und bedecktem Himmel die Sonnenstandsbestimmung seines Gastgebers Sigurðr mit Hilfe eines solchen sólarsteinns überprüft habe. Es gibt viele Versuche, dieser Geschichte ein reales Mineral zuzuordnen. Aber selbst Cordierit, den Thorkild Ramskou als sólsteinn identifiziert haben will, hat die in den Quellen beschriebenen Eigenschaften nicht. Vielmehr bedarf es wie beim Twilight Compass eines klaren Zenits, während die tief stehende Sonne bedeckt sein kann. Es gibt auch keine einzige Quelle, die belegt, dass ein solcher sólsteinn an Bord mitgeführt worden sei. In der Grænlendinga saga wird dagegen von Bjarni berichtet:

„Aber sie steuerten nun doch aufs Meer hinaus, als sie segelfertig waren und segelten drei Tage, bis dass das Land unter der Kimm war. Aber da legte sich der Fahrtwind, und es kamen Nordwinde und Nebel auf. Und sie wussten nicht, wohin sie fuhren, und das dauerte viele Halbtage. Danach sahen sie die Sonne und konnten die Himmelsrichtungen feststellen“

Bjarni stammte aus den reichsten Familien des Landes und hätte sicher einen sólsteinn mitgeführt, wenn es eine solche Navigationshilfe gegeben hätte.
Der sólarsteinn taucht auch in einigen Inventarlisten von Klöstern auf, ohne dass es möglich wäre, irgendetwas über dessen Beschaffenheit oder Funktion herauszubekommen. Nun verzeichnen die Inventare den sólsteinn nur ein knappes Jahrhundert, und es ist nicht sicher, dass sie den gleichen Stein meinen, der in der Olavs saga erwähnt ist. Schnall bietet eine steinmagische Deutung an, insbesondere, da die Saga über Olav den Heiligen stark von heilsgeschichtlichen Anliegen geprägt ist. Er meint, es habe sich möglicherweise um einen Rubin gehandelt und hält die Saga-Stelle für eine gelehrte allegorische Darstellung des Verfassers.

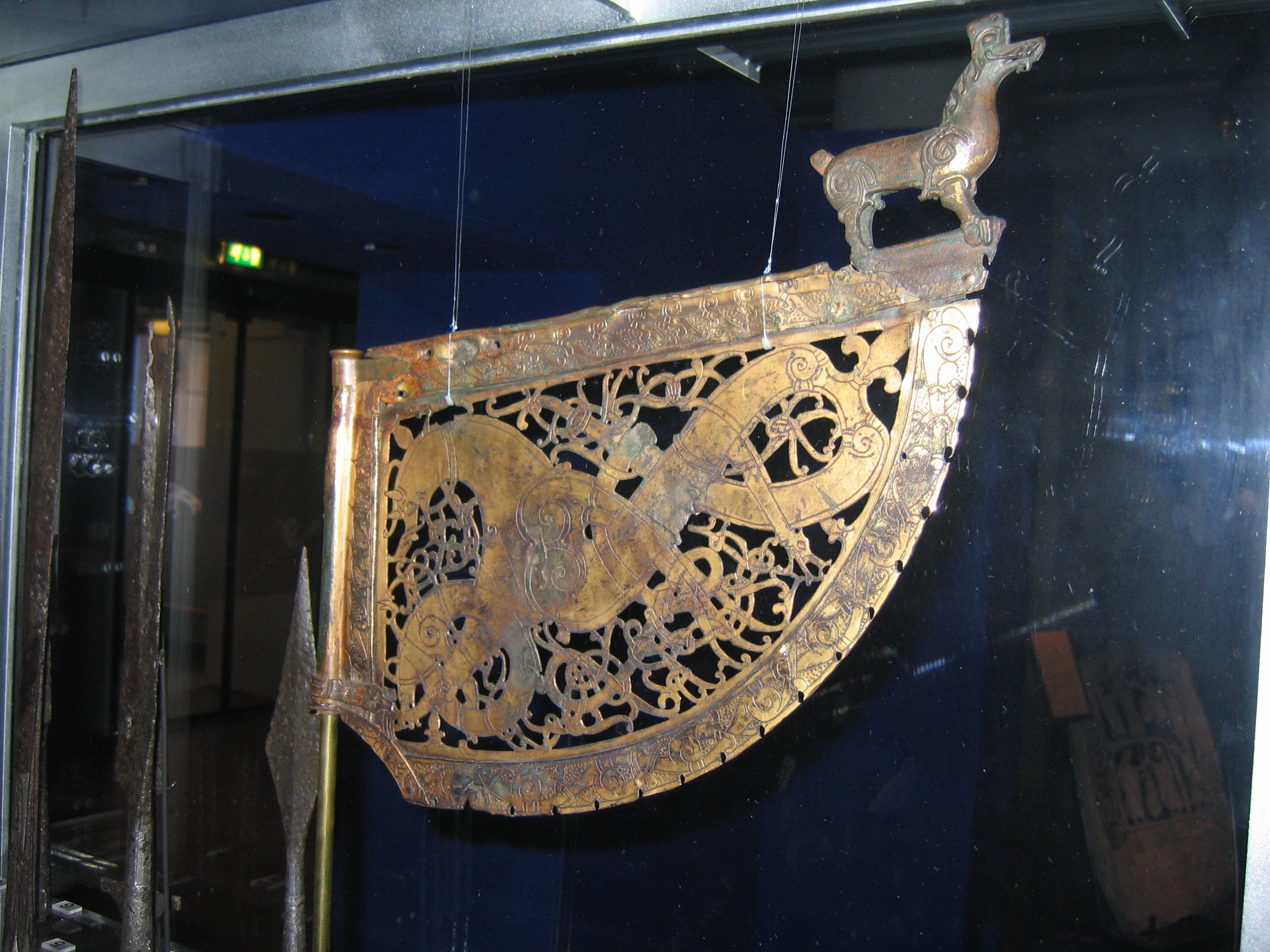
Schiffsfahne von Söderala aus der Wikingerzeit

#### Gesicherte Navigationshilfen
Zahlreiche archäologische Funde zeigen eine in den Quellen veðrviti genannte Schiffs- oder Wetterfahne. Sie wird in den Quellen mehrfach erwähnt. Die ältesten Exemplare sind trapezförmig mit zwei rechten Winkeln. Die lange Seite war oben, die kurze unten. Später (etwa ab 1000) wurde die Außenseite rund gestaltet. Es sind einige Exemplare in Bronze, größtenteils prächtig verziert und vergoldet, erhalten. Über die Funktion sind die Auffassungen geteilt. Einige deuten sie als Schiffswimpel, andere als Stander. Dass sie am Mast befestigt wurden, ergibt sich aus einigen Schriftquellen. In der Saga Olavs des Heiligen heißt es: „Er ließ Segel und Mast niederholen, den veðrviti abnehmen und das ganze Schiff oberhalb der Wasserlinie mit grauem Stoff verkleiden.“ Da diese Stelle beschreibt, wie Harek sein Kriegsschiff als Kauffahrteischiff tarnt, lässt dies den Schluss zu, dass solche veðrviti dort nicht üblich waren. Aber aus den verschiedenen Belegstellen lässt sich auch entnehmen, dass die Veðrviti nicht auf allen Schiffen an der gleichen Stelle angebracht wurden. Die einen hatten sie wohl oben auf dem Mast, die anderen am Steven.
Im Sommer konnte man nur die Sonne beobachten, da die Nächte jedenfalls im höheren Norden zu hell waren. Bedeckte sich der Himmel, konnte man über einige Zeit den Winkel zum Seegang als Richtschnur verwenden. Blieb der Himmel bedeckt, so musste man aufs Geratewohl segeln. Diese Situation, nicht zu wissen, wo man auf See war, hieß havilla (= richtungsloses Umhertreiben auf See). Man segelte so lange als möglich in Sichtweite vom Land (Sichtnavigation und terrestrische Navigation). Die Entfernungen wurden sehr allgemein angegeben, z. B. dass die Berge bis zur Mitte unter dem Horizont lagen. Das Entfernungsmaß war sonst vika sjáfar (Seemeile). Die Rimbegla, eine gelehrte altisländische komputistische Abhandlung aus dem 12. Jahrhundert, sagt, dass die tylft (= 12 vikur sjávar) einen Breitengrad ausmache. Eine vikur sjávar ist eine Seemeile von acht bis zehn Kilometern, so dass eine tylft etwa 100 bis 120 km entspricht. In anderen Quellen wird die Umsegelung Islands mit 12 tyftir angegeben, was 210 geographische Meilen entspricht und der Wirklichkeit sehr nahekommt. Die Zeiteinheit auf See war das dægr, das dann auch als Segelentfernung verwendet wurde. Was ein dægr ist, ist umstritten. Mehrheitlich wird aber eine Zeitspanne von 12 Stunden angenommen. Die Rimbegla lehrt, dass zwei Breitengrade ein dægr sigling ausmachen. Hieraus ergibt sich eine dort zugrunde gelegte Durchschnittsgeschwindigkeit von zweieinhalb geographischen Meilen pro Stunde, was etwa 10 kn entspräche. Dabei ist allerdings zu berücksichtigen, dass auf diesen Strecken keine Langschiffe, sondern Frachtschiffe eingesetzt wurden, die nicht auf hohe Geschwindigkeit gebaut waren. Da in den Quellen für größere Entfernungen über See die Strecken häufig in dægr angegeben werden, lässt sich daraus die Durchschnittsgeschwindigkeit der damaligen Frachtschiffe berechnen. Die Berechnungen bestätigen diese Geschwindigkeit bei optimalen Verhältnissen in etwa. Die Berechnung der Entfernung war auf hoher See eine reine Schätzung. Vor der Erfindung des Logs konnte die gefahrene Strecke nur ungefähr bestimmt werden. Mit der Zeit war es nicht besser bestellt. Der Tag wurde in eyktir eingeteilt, was dem vierten Teil des Tages entsprach – angesichts der stark variierenden Tageslängen ein sehr variables Maß. Aus Kurs und Distanz musste der Steuermann nun seinen Ort auf See abschätzen. Man versuchte auch die Höhe der Sonne zu bestimmen. Eine Nachricht über eine 1267 durchgeführte Reise in die Baffinbucht enthält folgende Höhenbestimmung für die Sonne: „Die Sonne war, wenn sie im Süden stand, nicht höher, als dass der Schatten des der Sonne zugewandten Schiffsbords einen querschiffs auf dem Deck liegenden Mann ins Gesicht traf.“ Diese Art der Höhenbestimmung der Sonne scheint üblich gewesen zu sein, da die oberste Planke des Schiffes sólborð (Sonnenbord) genannt wurde.
Eine wichtige Hilfe waren die Segelanweisungen. Die Segelbeschreibungen bei Adam von Bremen in seinen Gesta Hammaburgensis ecclesiae pontificum IV, 1 müssen außer Betracht bleiben, da es sich um nachwikingerzeitliche Zusätze handelt. Dagegen ist seine grobe Reisebeschreibung über die Fahrt von Friesen an den Orkneys vorbei nach Island in IV, 40 seines Werkes bis dorthin durchaus glaubwürdig zeitgenössisch.
Die damaligen Segelanweisungen waren nur in geringem Maß auf eine astronomische Navigation bezogen, nämlich in den Angaben der Himmelsrichtung. Vielmehr sind terrestrische Anknüpfungspunkte vorherrschend: Inselsilhouetten, Orte auf dem Meer mit bestimmten Tiervorkommen, Vögel, die vom Lande kommen usw. Es werden keine Längenmaße angegeben, sondern Zeitmaße, da die zurückgelegten Strecken nicht gemessen werden konnten. Eine der interessantesten Segelanweisungen sind in der Landnámabók enthalten und soll hier als Beispiel wiedergegeben werden:

„Svo segja vitrir menn, að úr Noregi frá Staði sé sjö dægra sigling í vestur til Horns á Íslandi austanverðu, en frá Snæfellsnesi, þar er skemmst er, er fjögurra dægra haf í vestur til Grænlands. En svo er sagt, ef siglt er úr Björgyn rétt í vestur til Hvarfsins á Grænlandi, að þá mun siglt vera tylft fyrir sunnan Ísland. Frá Reykjanesi á sunnanverðu Íslandi er fimm dægra haf til Jölduhlaups á Írlandi (í suður; en frá Langanesi á norðanverðu Íslandi er) fjögurra dægra haf norður til Svalbarða í hafsbotn.“

„So sagen kluge Männer, dass es von Kap Stad in Norwegen nach Kap Horn in Ostisland sieben dægr sigling westwärts sei und von Snæfellsnes nach Grönland, dort, wo die Entfernung am kürzesten ist vier dægr Hochsee nach Westen. Und so wird berichtet, dass man, will man von Bergen recht-west nach Hvarf auf Grönland segeln, eine tylft südlich an Island vorbei segeln muss. Von Reykjanes in Südisland nach Jölduhlaup in Irland ist es fünf dægr Hochsee nach Süden.; aber von Langanes in Nordisland nach Svalbard in der großen Meeresbucht ist es vier dægr Hochsee nach Norden.“

Die Lage von „Jölduhlaup“ ist nicht identifiziert, aber mit „Svalbard“ ist Spitzbergen gemeint. Die „große Meeresbucht“ könnte die Bucht an der Westküste der Insel Spitzbergen sein.
Die Segelanweisungen gehen von optimalen Sicht- und Windverhältnissen aus.

#### Andere Faktoren
Die Schifffahrt war in hohem Grade abhängig von der Windrichtung. Als günstiger Fahrtwind konnte nur der von hinten einfallende Wind betrachtet werden, der byrr genannt wurde. Am Winde zu kreuzen war nicht möglich, da der dazu erforderliche Kiel fehlte. Es gab nicht einmal ein Wort dafür. Bei ungünstiger Windrichtung musste man halsen, wodurch das Schiff einen Kreis nach rückwärts fährt und an Weg verliert. Am Winde zu segeln nannte man beita, das von bíta (beißen) abgeleitet ist. Die Norweger verstanden schon recht früh am Winde zu segeln, während Ottar nur vor dem Winde segeln konnte und bei Kursänderung auf die Änderung der Windrichtung warten musste.
Nachbauten von Skuldelev3 haben allerdings Segeleigenschaften, die ein Segeln bis zu 60° am Wind ermöglichen.
Nicht alle Schiffe konnten also am Winde segeln. Die Alten warteten lieber tage- ja wochenlang auf günstigen Wind und klaren Himmel, als dass sie ins Ungewisse hinaussegelten. Im Königsspiegel wird daher geraten, nicht nach dem Anfang Oktober und nicht vor April auf große Seefahrten zu gehen. Für Island galt das Verbot für Handelsschiffe, nach dem 8. September (Jónsmessa) abzusegeln. Manchmal musste das Segel vollständig geborgen und der Mast umgelegt werden. Das wurde auch bei Windstille praktiziert, wo das Schiff dem Steuer nicht gehorcht, oder bei Gegenwind. Man ließ dann das Schiff treiben („leggja í rétt“). Dabei entstand die Gefahr, dass das Schiff den Wellen die Breitseite zuwandte. Dem musste entweder durch Rudern oder durch erneutes Setzen des Segels begegnet werden, damit man dem Wind dann wenigstens das Heck zuwendete. Treibanker oder gleichwertige Vorrichtungen, ein Schiff rechtwinklig zu den Wellen zu halten, gab es nicht.
Auch die Strömung spielte eine nicht unbedeutende Rolle. Sie versetzte das Schiff abhängig von der Geschwindigkeit in Strömungsrichtung. Meeresströmungen werden mehrfach in den Quellen erwähnt. So heißt es in der Saga von Olav dem Heiligen: „Zwei Sommer später fuhr Eyvindr úrarhorn von Westen von Irland los und wollte nach Norwegen. Aber weil der Wind zu stürmisch war und die Strömung unbefahrbar, wandte sich Eyvindr nach Osmondwall (Insel Hoy) und lag dort einige Zeit des Wetters wegen fest.“ Und in der Saga von Olav Tryggvason heißt es: „Darauf segelte Óláfr von Westen zu den Inseln und legte sich in einen Hafen, weil der Pentlandsfirth nicht besegelbar war.“
Dass Land hinterm Horizont in der Nähe war, erkannte man an den Vögeln. So gab es eine Segelanweisung für die Fahrt von Norwegen nach Grönland, dass man so weit südlich von Island segeln solle, dass man Vögel vom Land sehe („hafa fugl of landi“). Auch hatte man zu diesem Zwecke selbst Vögel an Bord. Flóki ließ auf der Fahrt von den Shetlands nach Island Raben aufsteigen, um festzustellen, in welcher Richtung das Land liege. Diese Methode ist sehr alt und wird schon von Plinius dem Älteren erwähnt. Es gab auch an Land natürliche Kennzeichen, aber auch künstliche Wahrzeichen (viti). Auf den Orkneys wurden bei Annäherung eines Schiffes Feuer entzündet („slá eldi í vita“). Aber auch Baken und Bäume, die auf Untiefen gestellt wurden, waren in Gebrauch. Auch diese Methode war schon früh in Gebrauch. Im Eddalied „Helgakviða Hjörvarðssonar“ heißt es:
| Dagr er nú, Hrímgerðr, en þik dvalða hefr Atli til aldrlaga, hafnarmark þykkir hlœgligt vera, þars þú í steins líki stendr. | Der Tag scheint, Hrimgerd: dich säumte hier Atli zum Untergange. Ein lächerlich Wahrzeichen wirst du dem Hafen Wie du da stehst ein Steinbild. |

Wichtig war auch die Kenntnis der Meeresströmungen und -gezeiten (fløðar), da man nicht gegen die Strömung segelte.
All die beschriebenen Hilfsmittel und Beobachtungen genügten zu einer sicheren Navigation natürlich nicht.

„En er þeir skildust Ólafur konungur og Þórarinn þá mælti Þórarinn: Nú ber svo til konungur sem eigi er örvænt og oft kann verða að vér komum eigi fram Grænlandsferðinni, ber oss að Íslandi eða öðrum löndum, hvernug skal eg skiljast við konung þenna þess að yður megi líka?“

„Aber als sie sich verabschiedeten, König Ólav und Þórarinn, da fragte Þórarinn: Nun kommt es so, Herr König, wie es nicht unwahrscheinlich ist und oft geschehen kann, dass wir die Grönlandfahrt nicht ausführen können, dass es uns nach Island oder anderen Ländern verschlägt – auf welche Weise soll ich dann mit diesem König verfahren, dass es euch gut dünkt?“

An anderer Stelle wird die Zielsicherheit eines Schiffsführers besonders hervorgehoben. Von Þórarinn rammi heißt es:

„Hann hafði lengi verið í förum og svo farsæll að hann kaus sér jafnan höfn þar er hann vildi.“

„Er war lange zur See gefahren und er war so fahrtglücklich, dass er immer den Hafen traf, den er wollte.“

Daraus lässt sich allerdings nicht der Schluss ziehen, jede Fahrt zwischen Island und Norwegen wäre ein unkalkulierbares Risiko gewesen. Die mit Abstand meisten Fahrten verliefen ohne nennenswerte Zwischenfälle.
Auf Sturm reagierte man zunächst mit Verkleinern des Segels. Dies geschah durch Heben des unteren Teils des Segels mit Tauen vom Schiffsdeck aus. Dazu waren im Segel an den verstärkten Rändern Löcher angebracht, durch die ein Tau aufwärts abwechselnd von vorn nach hinten und von hinten nach vorn durchgezogen und dann zum Deck hin umgelenkt wurde. Wenn man am Tau zog, wurde das Segel von unten hinauf in Falten gelegt. Wenn der Wind aber dafür zu stark war, indem der Druck des Windes auf das Masttop zu stark wurde, wurde stattdessen die Rahe abgesenkt und das Segel unten gerefft. Durch Verknüpfung der Reffbänder, von denen ein Leidangsschiff mindestens sechs haben sollte, konnte das Segel auf ein Minimum von einem Reff reduziert werden. Wenn man auch mit einem einzigen Reff nicht mehr segeln konnte, wurde das Segel geborgen. Da ein schwankender Mast den Mastschuh stark belastet und den Kiel beschädigen kann, wurde der Mast umgelegt. Wenn man das nicht mehr konnte, dann kappte man ihn. Man verringerte den Tiefgang, indem man Ladung über Bord warf.

## Rekonstruktion auf Gotland
Die Segelschiffe der Bildsteine waren trotz ihres bedeutenden Aussehens nicht groß. Dargestellte Besatzung und Länge des Bootes standen im Zusammenhang. Der Vergleich mit den Kirchbooten Dalarnas zeigt, dass die Zahl der Besatzungsmitglieder, die Länge des Schiffs in Metern zwischen den Steven ergibt. Dies bedeutet, die abgebildeten Schiffe hatten Längen zwischen sieben und 12 m. Der Bedarf an Großschiffen war auf der Ostsee kleiner als auf der Nordsee. Die Schiffe von Oseberg und Gokstad gingen auf Atlantikfahrt und besaßen eine dafür angemessene Größe. Dies gilt auch für einige der dänischen Schiffe aus Skuldelev.
Auf der Ostsee gab es andere Anforderungen und die Boote wurden entsprechend gebaut. Die Reisen führten über Flüsse, Seen und enge Gewässer, wo auch das Verbringen der Boote über Land dazu gehörte. Hierfür kamen relativ kleine Schiffe in Frage, die gerade groß genug sein mussten, um die Ostsee überqueren zu können. Um dem Handel der Gotländer zu dienen, sollten sie folgende Eigenschaften besitzen: Leicht zu schleppen bzw. zu ziehen, schnell zu segeln und zu rudern, sowie ausreichend belastbar und groß genug für eine Mannschaft zum Schutz der geladenen Ware.
Segel und Rigg der Bildsteine sowie die Reste eines vermutlich ins 11. Jahrhundert zu datierenden Bootes, das im Bulverket von Tingstäde gefunden wurde, waren Ausgangspunkt für die Rekonstruktion eines gotländischen Handelsschiffes. Das Boot von Tingstäde hat Ähnlichkeit mit Bootsfunden aus Danzig-Ohra in Polen und Ralswiek auf Rügen. Sekundär verwendete Planken eines ähnlichen Schiffes sind in der älteren Kulturschicht von Lund aufgefunden worden. Die Rekonstruktion wurde 1979 in Visby gebaut. Sie trägt den gutnischen Namen „Krampmacken“, ist in Klinkerbauweise gebaut, ist acht Meter lang, besitzt neun Spanten und hat Platz für zehn Ruderer.
Die Mehrzahl der Segelbilder weist konstante Proportionen zwischen Höhe und Breite der Segel auf. Die Höhe entspricht der Hälfte der Breite (zugleich der Länge der Rah). Mast und Rah besitzen das Maß der Schiffslänge innerhalb der Steven. Nach dreijähriger Erprobung mit „Krampmacken“ kannte man die Hintergründe dieser Maße. Zum effektiven Rudern muss der Mast umgelegt und samt Rah und Segel innerhalb der Reling verstaut werden. Da die den Steven nächstgelegenen Sitzbänke höher sind als die übrigen, muss der Mast unterhalb dieser liegen können, was den auf den Steinen gezeigten Proportionen entspricht.
Als erste Segel auf den um 600 n. Chr. geschlagenen Steinen auftauchen, zeigen sie zwei Versionen. Die eine ist „horizontal schachbrettgemustert“. Dieser Segeltyp war aber offenbar nicht der allgemein oder länger übliche. Das Bild eines Segels auf dem wahrscheinlich aus dem 7. Jahrhundert stammenden Stein von Tollby in Fole wurde wegen der Detailschärfe (auch bei der Darstellung des Schotennetzes und des Liek) zum Ansatzpunkt für die Rekonstruktion des Segels. Der Stein von Tollby weist ein diagonal-kariertes Geflecht auf, das vermutlich nicht Farben darstellt, sondern die Haltbarkeit fördernde, aufgenähte Lederstreifen.
Im Norden sind bislang noch keine vorgeschichtlichen Segel aufgefunden worden. Als Material des Segels kamen Wolle, Hanf und Leinen in Betracht. Das Material konnten in anderem Zusammenhang bestätigt werden. Wolle, insbesondere die Wolle einiger primitiver Schafarten, ist wasserabweisend, dass ein Wollgewebe sogar im nassen Zustand verhältnismäßig leicht bleibt. Auf Gotland gibt es Reste eines alten Schafstammes, der genau diese Eigenschaften erhalten hat.

## Wammensteven

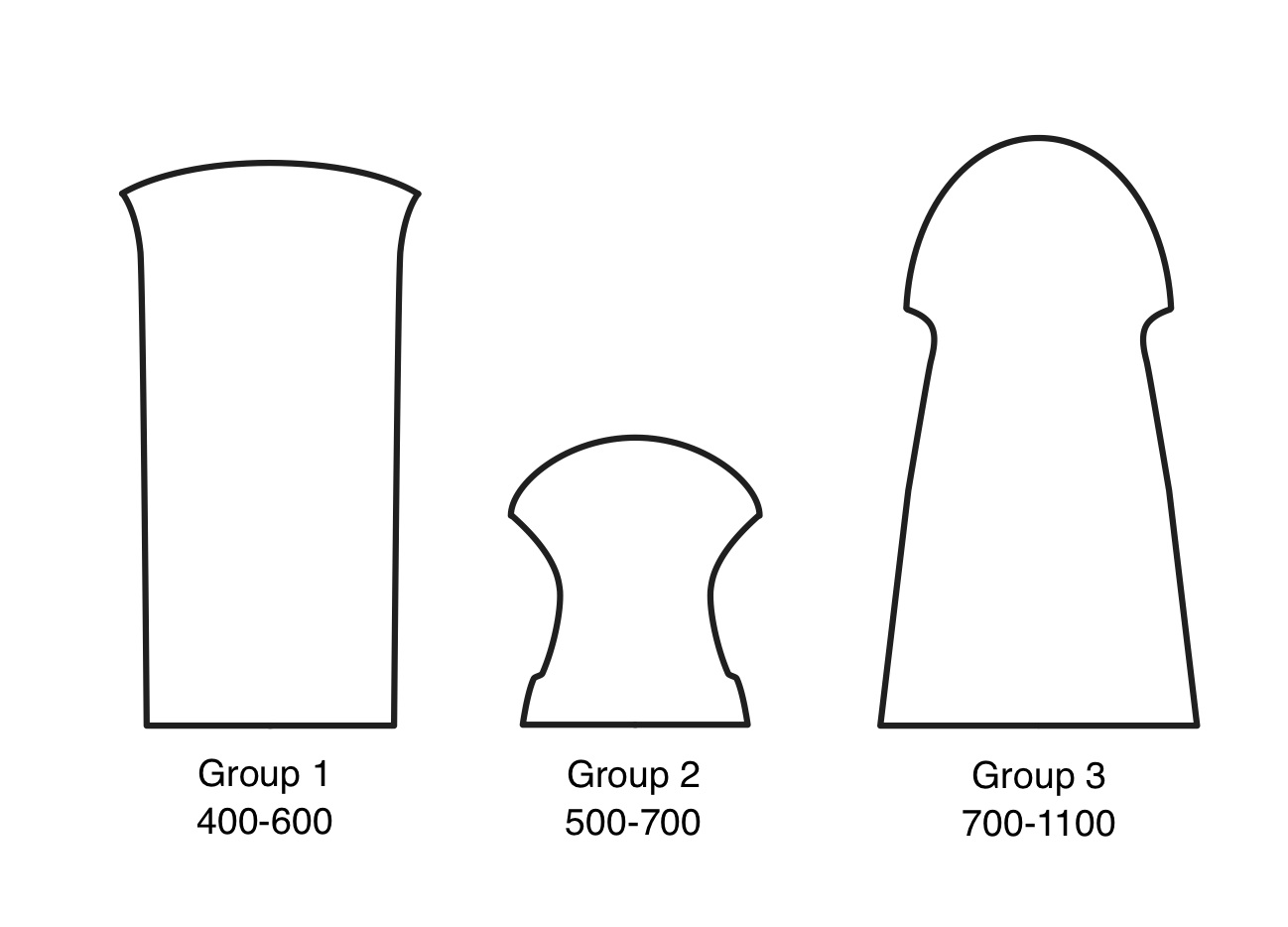
Zwergstein in der Mitte

Die eleganten Boote mit den hoch aufgebogenen, aber fragilen Steven können nicht besonders seetüchtig gewesen sein. Man verbesserte dies bei nicht so repräsentativen Schiffen, indem man unter die Steven dreieckige Bretter, die so genannten Wammen anbrachte. Dies geschah zu jener Zeit, als bei den Gotländischen Bildsteinen die »Zwergsteine« aufkamen, die durchweg Wammenschiffe zeigen. Der Wammensteven hatte den Vorteil, dass Schiffe dieser Bauart sehr kursstabil waren, und man bei nur geringer Abdrift hoch am Wind zu segeln konnte. So wurden nicht nur Kauffahrer, sondern auch Kriegsschiffe mit derartigen Steven ausgerüstet, wie sie der aus dem 8. oder 9. Jahrhundert stammende Bildstein Broa II auf Gotland oder die Steine von Hunnige und Tullatorp zeigen.

## Funde von Wikingerschiffen
- Dänemark
  - Ladbyschiff – Beigabe um 925 in Schiffsgrab
  - Schiffsfriedhof von Skuldelev – 11. Jahrhundert
  - Roskilde 6 – nach 1025
- Deutschland
  - Haithabu 1 – um 985 erbaut
  - Haithabu 3 – (vermessen, aber noch nicht geborgen: ein um 1030 erbautes, 22 m langes und 5,5 m breites Frachtschiff, das noch größer war als die Knorr Skuldelev 1).
  - Bei Haithabu 2 und 4[135] handelt es sich um Prahme, also Frachtkähne kontinentaleuropäischen Typs. In einem Kammergrab bei Haithabu wurden außerdem Reste eines Schiffes aus der Zeit um 900 gefunden, das dem Fund Skuldelev 5 ähnlich ist.[136]
- Estland
  - Wikingerschiffsgrab von Salme
- Finnland
  - Lapuri-Wrack
- Norwegen
  - Kvalsund-Boot – aus dem 7. Jahrhundert
  - Gokstad-Schiff – 9. Jahrhundert
  - Oseberg-Schiff – ca. 820 erbaut
  - Myklebust-Schiff – 9. Jahrhundert
  - Tune-Schiff – um 890 erbaut
  - Frachtschiff von Klåstadt bei Larvik – um 990 gesunken; Reste im Schifffahrtsmuseum Tønsberg
  - Gjellestad-Schiff
- Russland
  - 1997 wurde in der Dalnaja Bucht nahe Wyborg ein Wrackfund gemacht.
- Schweden
  - Wikingerschiff von Äskekärr

## Rezeption

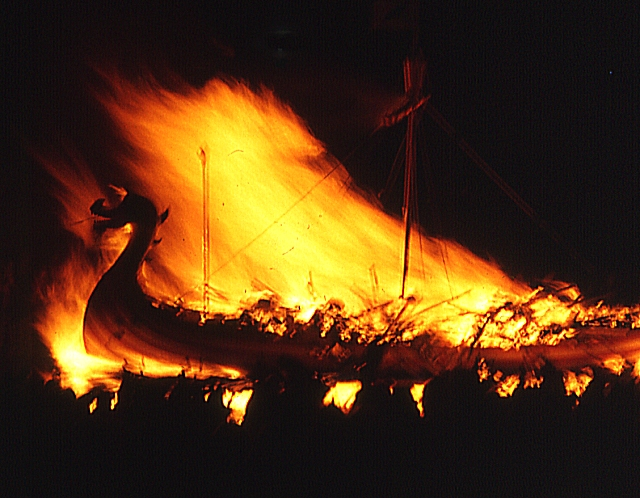
Die hellauf lodernde Galley („Galeere“, Lerwick, 1973)

Beim schottischen Frühjahrsfest Up Helly Aa Ende Januar wird jeweils ein Wikingerlangschiff nachgebaut, was später als Feuerbrauchtum den Winter austreiben soll.